# Szentgotthárdi csata (1664)
A szentgotthárdi csata 1664. augusztus 1-jén zajlott, amikor a Raimondo Montecuccoli vezette keresztény haderő összecsapott az Oszmán Birodalom Köprülü Ahmed vezette hadseregével Szentgotthárd vidékén. Az európai hadak váratlanul elsöprő győzelmet arattak. Magyarországon a török elleni háborúk során ennek óriási jelentősége volt, hisz Mohács (1526) és Mezőkeresztes (1596) után ez volt az első nagy, nyílt ütközet, amely ráadásul nem a török győzelmével végződött.
Európai viszonylatban is jelentős ez a győzelem. A kontinensen dúló török háborúk fő hadszíntere a Magyar Királyság volt, ahol eddig a törökök szárazföldi hadereje rendkívül eredményesen harcolt. Taktikájuk a fegyvernemek hatékony megosztásán alapult, amelyet a 16. századtól kezdve alkalmaztak. Ebben a gyalogsággal és a tüzérséggel minél nagyobb tűzerőt igyekeztek kifejteni, ezáltal a nagyszámú lovasság ezen támogatás mellett heves, átütő támadással könnyen lerohanta az ellenséget. Ennek a harcmodornak nem kedveztek a rossz terep- és látásviszonyok. Igaz, sokszor jól működött, de ha a megfelelő tényezők nem voltak adottak, akkor az európai gyalogság, amely pikával volt felszerelve, fölénybe került. A török taktikában nem sok változás ment végbe az elmúlt több mint egy évszázad során, de a nyugatiban annál több. Az új típusú seregnek először volt alkalma nyílt csatában megmérkőzni a törökökkel, s legyőzte őket, jelezve ezzel, hogy a törökök taktikája már nem olyan hatásos, mint korábban volt.
A török sereg másik sebezhető pontja az volt, hogy mivel nagyrészt fegyelmezetlen, nem reguláris egységekből állt, azok rendezett visszavonulást nem tudtak végrehajtani. Itt egy rossz parancs következtében pánik lett úrrá a török harcosokon, akik fejvesztett menekülésbe fogtak és belerohantak a megáradt Rábába, magukkal rántva a reguláris katonák egy részét. Sokan megfulladtak, másokat a francia gyalogság rájuk irányított muskétatüze ölt meg. Így az oszmán-török sereg erkölcsileg is vereséget szenvedett.
A keresztények is sok súlyos mulasztást követtek el, ám az első fiaskók és a törökök némi tétovázása időt adott a hibák korrigálására. Némi szerencsével Montecuccoli megnyerte az ütközetet, de nem volt megfelelő ereje a további üldözésre. A Rába megáradása további gátja volt a gyors cselekvésnek. A sereg tehát nem önszántából állt meg, és nem is felsőbb parancsra.
A legújabb kutatások szerint magyarok még alegységként sem szolgáltak a keresztény seregben, csak elvétve néhány katona lehetett a külföldiek között. Közülük a legkimagaslóbb személyiségek: a Felsőmarác melletti hajdani Tótfalu kastélyból lett végvárának ura, Csányi Bernát, akit a janicsárok öltek meg, vagy Esterházy Pál, későbbi nádor és Nádasdy Ferenc országbíró. Utóbbi kettő a csatában ugyan közvetlenül nem vett részt, de az utóvédharcokban igen.
Ott volt az ütközetben Ampringen János Gáspár (Johann Kaspar von Ampringen), aki 1676-tól 1681-ig Magyarország császári kormányzója lett – e minőségében kemény terrorral sújtotta a Habsburg-ellenes szervezkedőket és irgalmatlanul üldözte a protestánsokat.
Ott volt az ifjú V. (Lotaringiai) Károly herceg, aki később, 1683-ban Bécs 1683-as felmentésekor a német birodalmi hadakat vezette. A Coligny parancsnoksága alatt álló francia kontingens mellett jelen volt II. Lajos, Condé hercege is, aki ezekben az években XIV. Lajos megbízottjaiként a lengyel trónöröklésről folytatott diplomáciai tárgyalásokat.
A győzelmet sokan Zrínyi Miklósnak tulajdonították, pedig a bán otthagyta a hadsereget, mert az általa építtetett Zrínyiújvárat Montecuccoli nem mentette fel – Zrínyi szerint szándékosan, hogy a török a várat lerombolhassa.
A magyarországi főnemesség várakozása ellenére a bécsi kormányzat nem használta ki győztes pozícióját. A Habsburgok határozottan féltékenyek voltak a hadjáratban győztesként résztvevő franciákra, akiknél a magyar rendek is támogatást kerestek. XIV. Lajost I. Lipót mindig veszélyesebbnek ítélte a töröknél. A császár megkötötte a vasvári békét, és ezzel cserbenhagyta magyar királyságát, mert Magyarországnak alapvető érdeke lett volna a három részre szakadt ország egyesítése és a török kiűzése.
Emiatt kezdett Zrínyi Miklós szervezkedni a Habsburgok ellen; ennek leleplezése kapóra jött Bécsnek, hogy a magyarok jogait megnyirbálhassa, az országot teljesen alávethesse a birodalomnak.
A rendszerváltás előtti „hivatalos” történetírás a győzelmet kizárólag a véletlennek tulajdonította. Kitartott amellett, hogy Montecuccoli tehetetlen és alkalmatlan parancsnok volt. Felrótta neki, hogy nem üldözte a törököt, és ezzel soha vissza nem térő lehetőséget hagyott ki a Dunántúl déli felének felszabadítására; így méltatlanul alulértékelve a győzelmet. Az akkori politikai elvárásoknak megfelelő állítások meglehetősen elfogultak, nem éppen körültekintőek voltak. Elhanyagolták az időjárás változását, a veszteségeket, a megfelelő ellátás hiányát, a legfelsőbb vezetések döntéseit és egyéb politikai intrikákat.
A csatát részletesen elemző Perjés Géza 1964-ben írott tanulmányában a korszellemtől egészen eltérően, sokkal reálisabban írt az eseményekről. Megemlítette a generális hibáit, de nem vádolta őt tehetetlenséggel. A vasvári béke Montecuccolit is meglepte, mivel ő a háború folytatására készült.
Montecuccoli érdemeit csökkenti, hogy jelentésében magának tulajdonította a végső támadás ötletét, noha azt nem ő, hanem von Hohenlohe német generális, a Rajnai Szövetség erőinek parancsnoka javasolta.
Ma a csatatér feletti Schlösslbergen egy hatalmas kőkereszt emlékeztet az eseményre. A szocializmus idejében ez a keleti és a nyugati világ határát szimbolizálta.

## A csata elnevezései
A csata megnevezése Magyarországon és néhány más országban általánosan szentgotthárdi csata, az angol és a francia nyelvterületen a község archaikusabb nevét használják, Battle of Saint Gotthard Abbey (magyarul: a Szentgotthárd Apátságnál vívott csata) illetőleg Bataille de Saint Gothard vagy Bataille de St. Godard, portugálul: Batalha de São Gotardo, törökül: Saint Gothard Savașı, olaszul: Battaglia di San Gottardo. 1183-ban a város helyén Franciaországból behívott ciszterek alapították itt szentgotthárdi apátságot, mely később vált községgé. A nevét Hildesheim német város püspöke, Hildesheimi Szent Gotthárd után adták. Szlovénül Bitka pri Monoštru névvel találjuk, Szentgotthárd szlovén neve ugyanis Monošter. Horvátul is hasonló a neve, míg vendül Monošterska bitva.
A csata területi szempontból másképp zajlott, mint ahogyan azt a neve alapján hinni lehet. A török sereg Szentgotthárd, Rábatótfalu (ma Szentgotthárd része), a mai Szakonyfalu és Alsószölnök vonalán állt, addig a keresztény seregek Nagyfalva (Mogersdorf) felett. A csatatér egyik fő hadszíntere egy folyóhurok környéke volt, amelynek balpartja Nagyfalva területéhez tartozik, jobb partja Rábatótfalu és Szentgotthárd között terül el. A szentgotthárdi oldalon kisebb harcok dúltak, amelyek kevés jelentőséggel bírnak. Éppen ezért az osztrákoknál Schlacht bei Mogersdorf (Mogersdorfi/Nagyfalvai csata) néven jegyzik, bár ennek köze lehet ahhoz is, hogy Nagyfalva ma Ausztria része, ezért az osztrákok a győzelmet szeretnék a saját területükön tudni.

## Előzmények
A csata és az egész Habsburg-oszmán konfliktus előzményei körülbelül hét évre vezethetőek vissza. A törökkel vívott újabb háború egy nagy európai méretű konfliktus eredménye, amely az addig erős Erdélyi Fejedelemséget romlásba taszította.

### Erdély tragédiája
1657-ben II. Rákóczi György erdélyi fejedelem a moldvai és a havasalföldi vajdával közösen hadjáratot indított a svédekkel szövetségben Lengyelország ellen, hogy a trónt megszerezze. Magyarországon Zrínyiék is nagy reményt fűztek ehhez, mert akkor az erdélyi–lengyel perszonálunióval egy nagy törökellenes koalíció alakulhatott volna ki, amelyhez csatlakozna a két román fejedelem és a nyugati hatalmak.

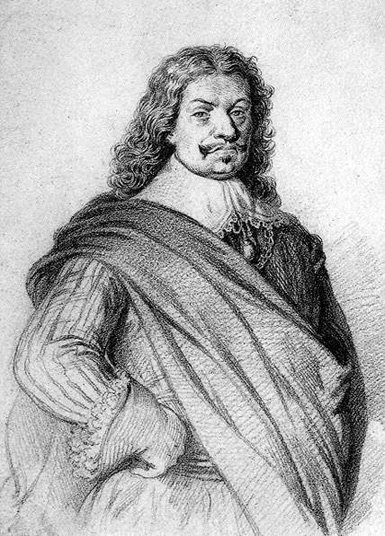
Raimondo Montecuccoli. Tehetséges hadvezér volt, de mindig szigorúan követte a hadvezetés szabályait. Ugyanakkor mindig engedelmeskedni kényszerült a császári parancsnak. A korábban fejére olvasott vádaknak kis része igaz mindössze.

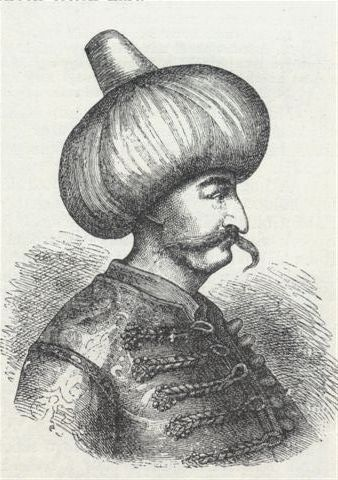
Köprülü Ahmed képe az 1898-as Vasvármegye című könyvből. A nagyvezír, bár parancsba adták neki, nem bízott abban, hogy Bécset elfoglalhatja. Ezt további hódításokkal kívánta megalapozni.

A remények nem váltak valóra. Rákóczi vereséget szenvedett és több országot maga ellen fordított, mert ebben a konfliktusban egész Európa érintett volt, s a többség inkább Lengyelországot támogatta. A fejedelem elvesztette seregét és a török távozásra szólította fel, mert engedély nélkül indította meg hadjáratát. De ő nem volt hajlandó lemondani fejedelemségéről és fegyverrel szállt szembe a nagy török–tatár seregek ellen. Segítségül hívta I. Lipót német-római császárt és magyar királyt. A pápa pénzbeli szubvenciót ígért Rákóczinak, s Velence követséget menesztett a német fejedelmekhez Erdély ügyében. Lipótnak is muszáj volt segítséget nyújtania, ugyanis a franciabarát Rajnai Szövetség csak akkor volt hajlandó voksát adni a német-római császári cím megszerzésére. A szövetséget 1658-ban hozták létre a francia párti fejedelmek és a Mainzi Érsekség (az egyik választófejedelemség) feje, János Fülöp érsek. A szövetség célja egyfelől Erdély megsegítése volt, másfelől a Habsburgok gyengítésére is irányult. Alighogy megválasztották Lipótot, tudatta a portával, hogy nem avatkozik a háborúba.
Rákóczi elesett a szászfenesi csatában és a török Barcsay Ákost ültette a fejedelmi székbe. Váradot Ali temesvári pasa, Köprülü Ahmed nagyvezír helyettese és Szejdi Ahmed budai pasa vette be, amit Lipót tétlenül nézett, s ez a magyar rendeket felháborította. Zrínyi, amikor tudomást szerzett az ostromról, körülzárta Kanizsát.
Ekkor lépett színre Kemény János, aki meg akarta gátolni, hogy Erdély is török vilajetté váljék. Barcsay lemondott vele szemben, de a török követelte, hogy továbbra is ő maradjon a fejedelem. Kemény kivégeztette Barcsayt, két testvérét Andrást és Gáspárt, valamint más törökbarátsággal vádolt főurakat, szakított a szultánnal és a bécsi udvar segítségét kérte.
A Dunántúlon és Horvátországban megkezdték a török elleni hadműveleteket. A Komárom mellett táborozó, kb. 15 ezer fős sereggel rendelkező Montecuccoli parancsot kapott, hogy induljon Erdélybe. A császári seregnek azonban utánpótlási gondjai támadtak, és Montecuccoli nehezen szánta rá magát az indulásra. Goroszlónál találkozott Keménnyel, de amikor megtudta, hogy Ali pasa fejedelemmé tette Apafi Mihályt, visszavonult. Ennek oka az volt, hogy a Habsburg és a Török Birodalom titkos megállapodást kötött egymással: a török nem kívánt háborút a császárral, mert le volt kötve a Földközi-tengeren a Velence ellen vívott hosszú kandiai háborúban (1645–1669) és az elhúzódó konfliktus meglehetősen költséges volt. Másrészt még mindig nem sikerült teljesen kiküszöbölni a belső problémákat, amelyek lassan sorvasztották a birodalmat, ilyenek voltak a vallási ellentétek, vagy a janicsárok túlzott befolyása, vagy a korrupció. Tehát az 1661 májusában született egyezség értelmében a császár lemond Váradról és lerombolja Zrínyiújvárt, mindezeknek előfeltétele, hogy Erdély új fejedelmet kap. Montecuccolinak az volt a parancsa, hogy nyomban hagyja el az országot, ha a török teljesítette ezt a feltételt.

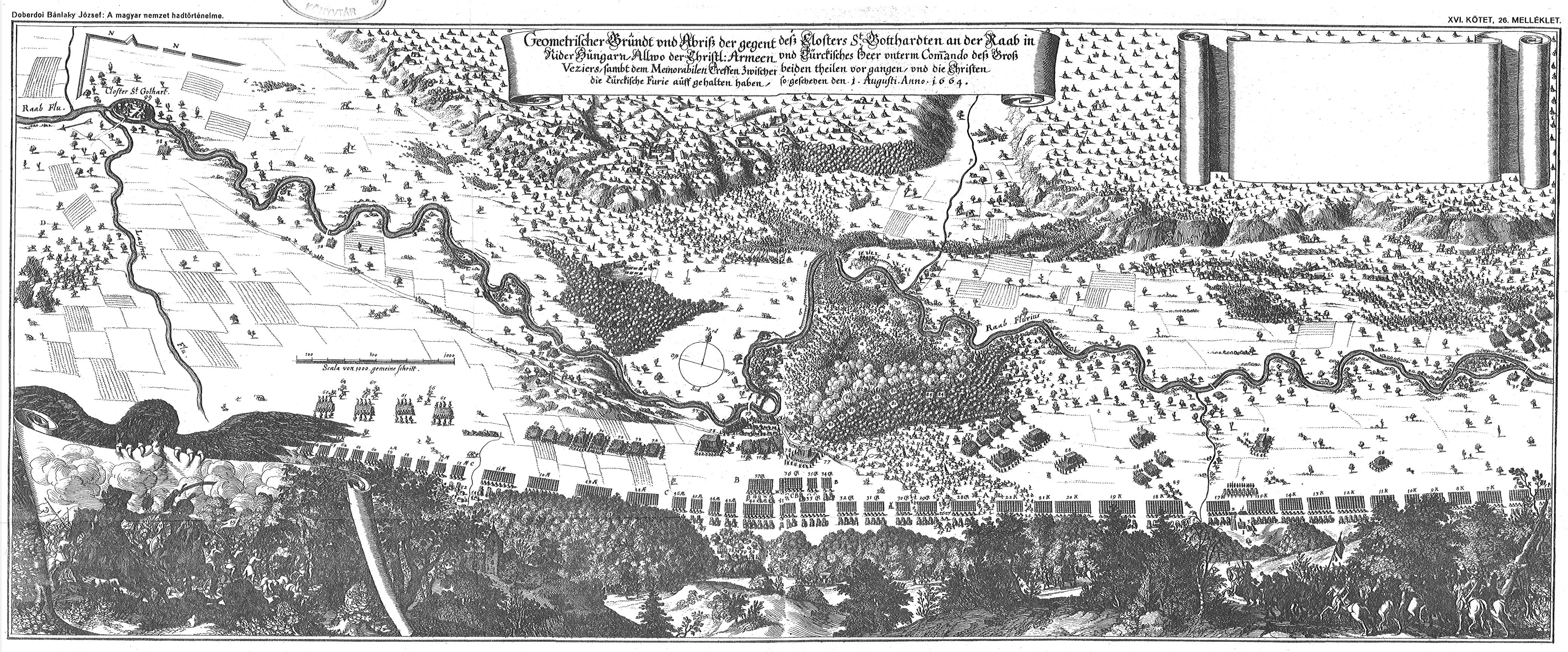
A csata egy 1699 körül, Frankfurt am Mainban készült rézmetszeten, ismeretlen alkotótól.

### A háború
1662-ben még elérhetőnek tűnt a törökkel kötött béke, de a Porta gyanakodott Bécsre, hogy utóbbi húzza az időt a háborúra való felkészülésre. Ennek látszatát erősítette a Habsburgok tétovasága a békekötésre tett intézkedéseket illetően.
1663-ban a nagyvezír megindította a háborút, amelynek végső stádiumában a szultántól kapott parancs értelmében Bécset kellett volna elfoglalnia. Köprülü nem akart azonnal Bécsnek menni, mint ahogy Nagy Szulejmán, előbb Magyarország teljes területét és néhány osztrák tartományt kívánt meghódítani, hogy gyűrűbe fogja a császárvárost. A casus belli Zrínyiújvár volt.
A béke érdekében a Habsburgok készek lettek volna Dél-Magyarországon és Horvátországon, valamint a szlovén tartományokon (Krajnán, Dél-Stájerországon) és Friulin átengedni a törököket, hogy azok Velence ellen vonuljanak, de ennek útjában állt Zrínyi vára.
A törökök kb. 60-80 000 főt kitevő hadereje belefogott a hadműveletekbe. Velük szemben Magyarországon leszerelésben álló kb. 25-30 000 fős császári–magyar–horvát hadsereg állt, amelyből 7000 fő állomásozott a nyílt terepen, a többi a végvári katonaságot képezte. Augusztusban Köprülü bevette Érsekújvárt, míg Montecuccoli hada Bécs védelmére szorítkozott, mialatt Zrínyi Miklós komolyan készült a háborúra.
Zrínyi Miklós horvát bán, Wesselényi Ferenc nádor és Nádasdy Ferenc országbíró közösen vették kezükbe a török elleni harc ügyét, és segítségért folyamodtak a német fejedelmekhez. A Rajnai Szövetség gróf Wolfgang von Hohenlohe vezetésével csapatokat küldött Magyarországra, mialatt a törökök betörtek cseh területekre.
A császári udvar is észrevette, hogy diplomáciával már nem simíthatja el az ügyet, komolyan vette a háborút, és belefogott az alaposabb előkészületekbe.

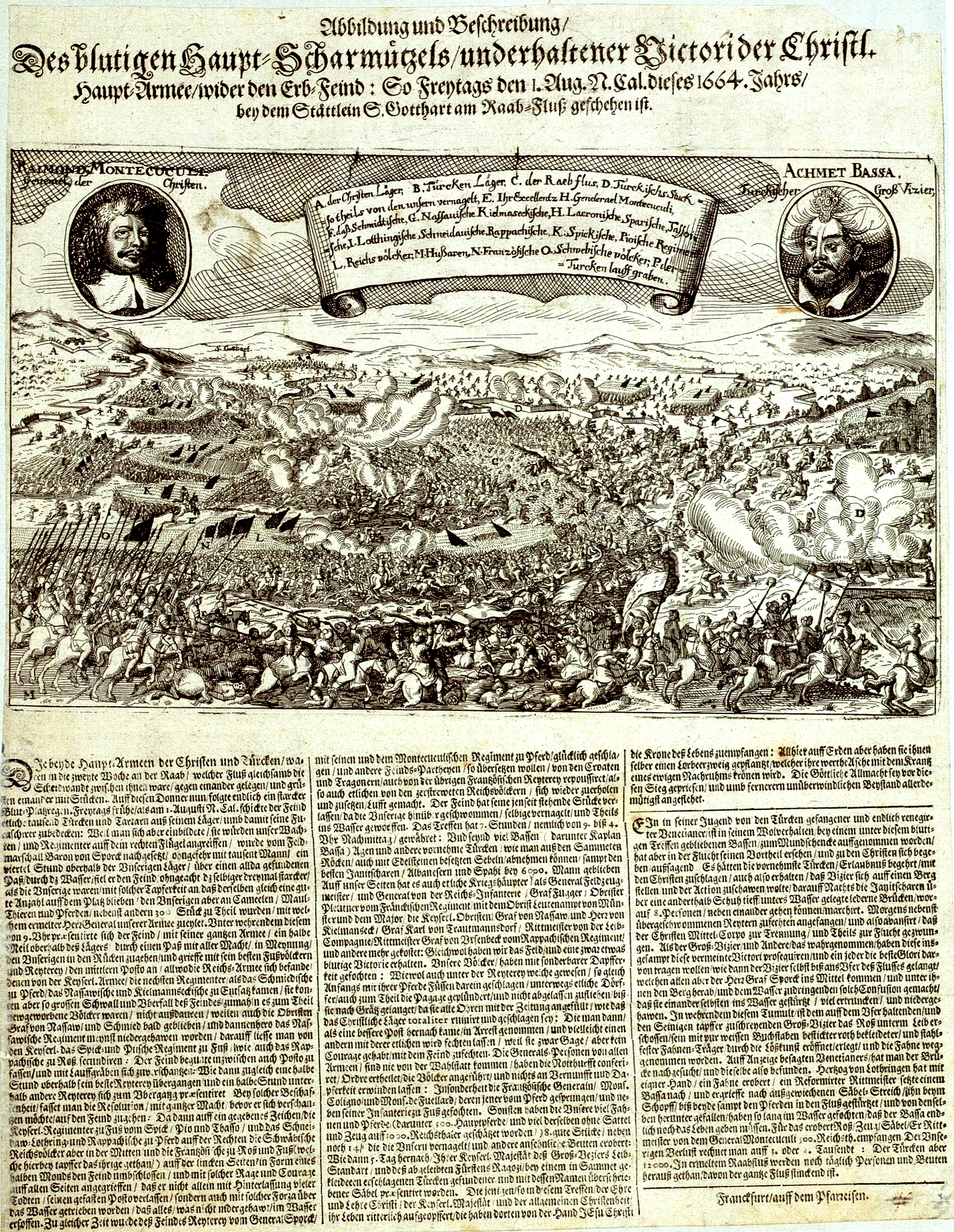
Egykorú német tudósítás a csatáról. A kép két felső sarkában Montecuccoli és Köprülü.

#### Az eszéki hadjárat
Az 1664. évi offenzívához már jobb felszereltségű képzettebb haderő összevonásának előkészületét tették meg Bécsben. Kiállítottak mintegy 21 gyalogezredet (36 000 fő) és 19 lovasezredet (15 000 fő). Ehhez járultak a magyar és a horvát csapatok. Mellettük a német birodalmi kontingensek 15 000 fő katonája és a 4000 fős szász-bajor-brandenburgi erők, a Rajnai Szövetség több mint 7000 embere, a francia segéderők, amelyek kb. 6000 emberből álltak, valamint egyéb más nemzetiségű egységek (például lengyel, olasz). Összesen több mint 90 000 főnyi nagyszámú nemzetközi haderő gyűlt, mely a törökök százezres seregével szemben sikerrel vehette fel a harcot. Ilyen esetben a török sem kockáztatott nyílt összecsapást, példa erre 1532-ben, Kőszeg ostroma, amit Szulejmán vezetett a török fősereg élén, miközben Bécsnél azonos létszámú német és Habsburg birodalmi seregek várták. Talán az idő húzása véget fogott bele az ostromba Szulejmán, vagy csak keletebbre akarta csalni a német haderőt.
1664 januárjában gróf Zrínyi Miklós, a horvát bán az eszéki hadjárat-nak is nevezett téli hadjáratba fogott, amely a háború első fontosabb mozzanata volt. A mintegy 25 ezer főt kitevő magyar-horvát-német sereg bevette Berzencét és Babócsát, majd Pécs városát is ostromolni kezdte. A várat a török tartotta, ezért von Hohenlohe seregével az ostromnál maradt, addig Zrínyi csapata gyalogságát nála hagyta, s a horvát és magyar lovassággal előretört a Dráva vonalán. Február 1-jén elérte az eszéki tölgyfahidat, melyet felgyújtottak. A tél miatt a törökök nem tudtak komolyabb katonai erőt bevetni, és a híd elpusztítása súlyos csapás volt a számukra. Az utánpótlásuk veszélybe került, továbbá a széles Dráva folyó kettévágta a magyar és a horvát hódoltságot.

#### Zrínyiújvár ostroma
A sikert követően a haderő főparancsnokságát Zrínyire és Montecuccolira bízták. A hadsereg a még 1600-ban elfoglalt Kanizsa ostromára készült, erre azonban csak késve, márciusban adott engedélyt az udvar. A vár visszavételéért folytatott csatát áprilisban kezdte meg a von Hohenlohe, Zrínyi és Strozzi vezette sereg.

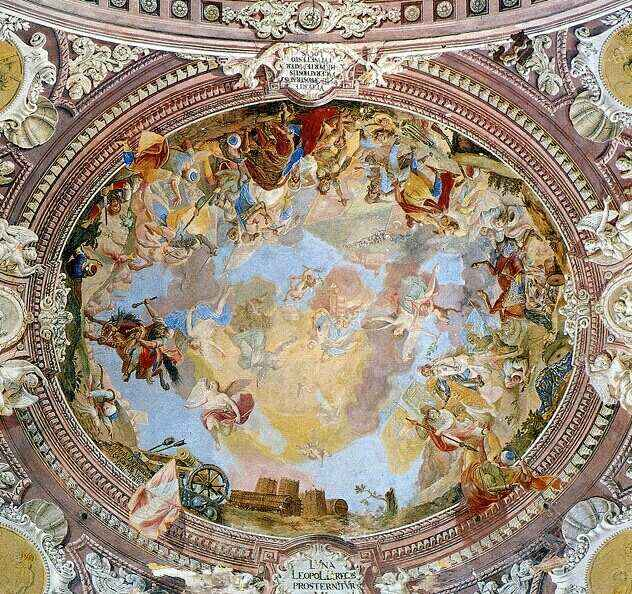
Idősebb Dorfmeister István a Szentgotthárdi templom mennyezetén látható freskója a szentgotthárdi csatáról, a 18. század utolsó évtizedeiből.

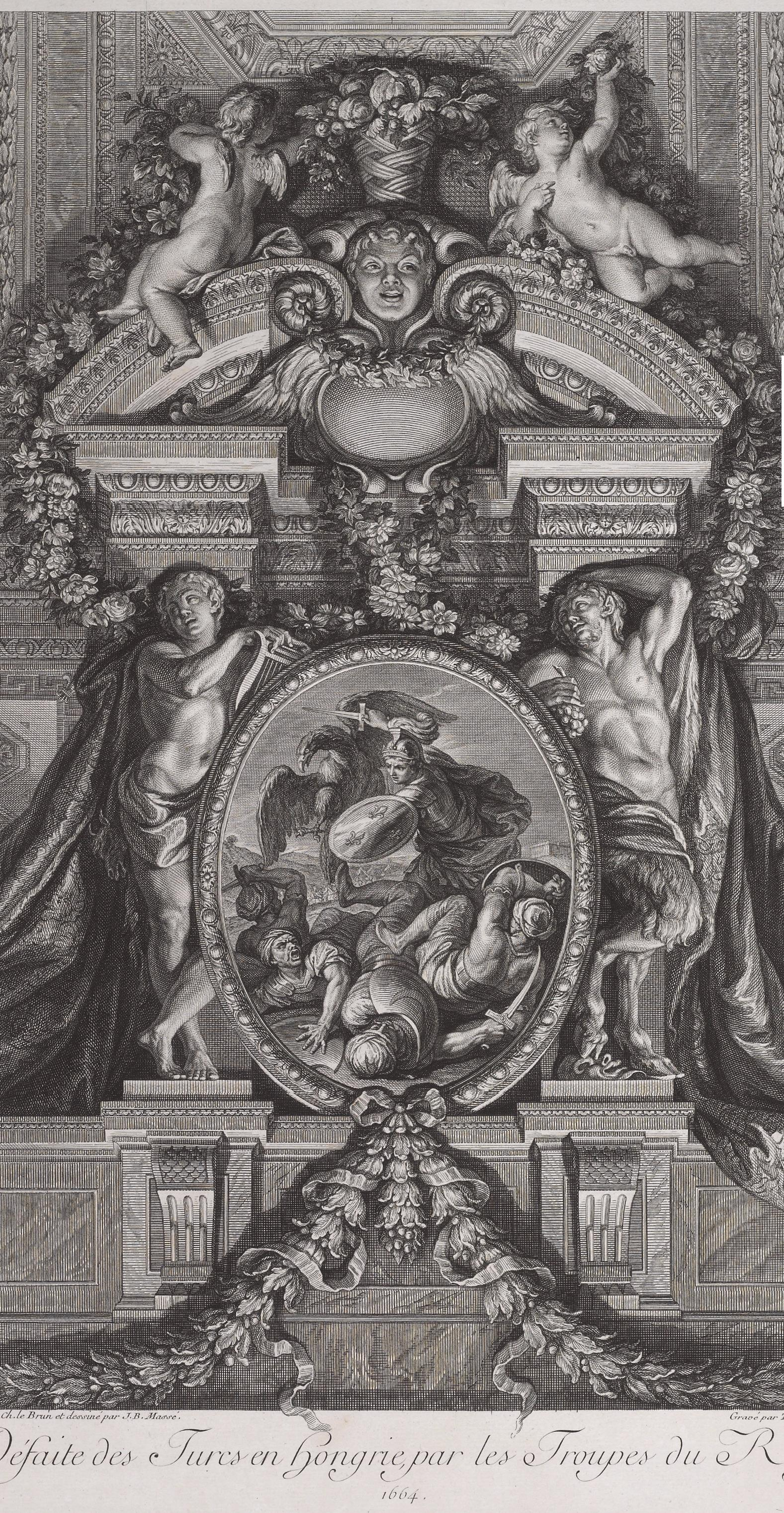
Charles Le Brun: Défaite des Tures en hongrie, par les Troupes du Roy 1664

##### Kanizsa ostroma
A késve elkezdett ostromot nehezítette, hogy akadozott az ellátás, és az ágyúk is alkalmatlannak bizonyultak a várfalak rombolására. A védőknek is fogytán volt az élelme, és már csak pár napig tudták magukat tartani. Mialatt a harc folyt, Köprülü Ahmed hajóhidat építtetett a Dráván, és csaknem 60 000 emberét vezetve Kanizsa felmentésére igyekezett. A szövetséges seregek harmadannyian voltak. Zrínyi és vezértársai nem kaptak erősítést, ezért vissza kellett vonulniuk (bár Zrínyi ennek ellenére is folytatni akarta a harcot), az udvar ekkor leváltotta a horvát bánt főparancsnoki tisztségéről.
Kanizsa kudarccal végződött ostroma miatt Stájerország került közvetlen veszélybe. A tartományi csapatok éppen Mosonmagyaróvárnál állomásoztak, a térségben így alig volt katonaság. Az eredeti haditerv az volt, hogy Montecuccoli Esztergomot fogja felszabadítani, de Zrínyi a Kanizsa elleni akcióhoz ragaszkodott.
Mivel a főerők a Dunánál álltak, és a Mura felé ill. onnan Ausztriába nyitva volt az út, ezért amíg északról átcsoportosították a főerőket a déli hadszíntérre, addig a dél-dunántúli hadseregnek muszáj volt kitartania.

##### Támadás Zrínyiújvár ellen
A nagyvezír Zrínyiújvár ellen indította seregét, amelynek 1500 védője négy hétig tartott ki. A védők kedvezőtlen körülmények között voltak, mert a várral szemben olyan magaslati pontok álltak, ahonnan a török tüzérség hatásosan tudta lőni az erődítményt. Ezenfelül a dél-dunántúli sereg alacsony létszáma miatt nem volt képes a széles terep védelmére. Az északról vonuló sereg lassan haladt, mert útja során nem talált elég élelmet. A szárazföldről történő utánpótlást a török és tatár portyázók veszélyeztették, megfelelő vízi út pedig nem volt, amin gyorsan és biztonságosan eljutott volna az élelem a sereghez.
Montecuccoli megérkezett a vár felmentésére, de a gyenge utánpótlás miatt nem volt megfelelő mennyiségű élelme. A katonák az éhezéstől legyengültek. Ilyen állapotban nem voltak képesek a harcolni, így a generális a sorait sem tudta a felmentő rohamhoz rendezni. Amíg a problémákkal volt lekötve, addig a vár sorsa tragikus fordulatot vett: június 30-án a janicsárok rohama során az erősség elesett. A védők közül ezerkétszáz ember elesett, a többi fogságba került. Zrínyi felháborodottan hagyta ott a frontot, hiába könyörgött neki Montecuccoli.
A generális serege alacsony létszáma mellett rosszul volt ellátva, így nem tehetett mást, minthogy átengedi a nagyvezírnek a kezdeményezést.

### Hadműveletek a szentgotthárdi csata előtt

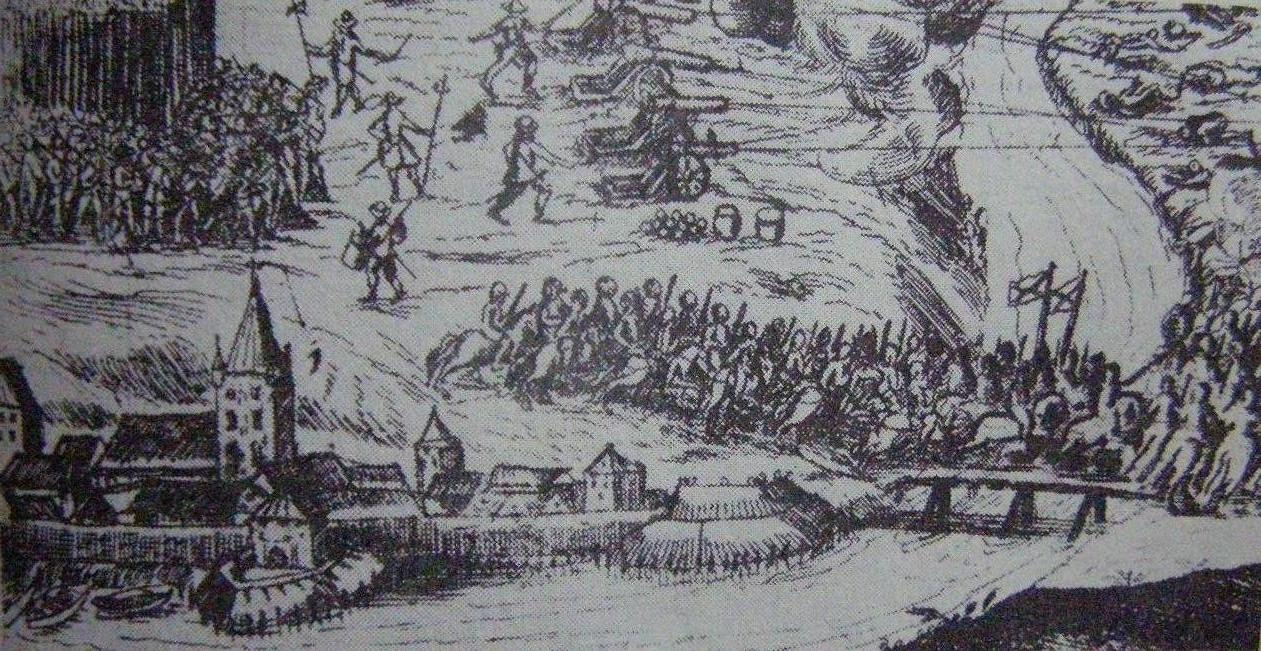
A szentgotthárdi csata egy 17. századi festményen.

A következő hetek hadmozdulataiból arra lehetett következtetni, hogy a török sereg megtámadja Bécset. Montecuccolinak meg kellett így előznie Köprülüt, nehogy átkelhessen a Rábán. Felmerült az a gondolat is, hogy a törökök a Rába vonala elleni látszattámadással elvonják a keresztény csapatok figyelmét a Mura vidékétől. Ha az ellenség megszerezte volna utóbbi folyó felett az ellenőrzést, szintén út nyílt volna az osztrák örökös területekre, Dél-Stájerországból (ma Szlovénia része) Bécs felé.
Július 12-én a török sereg elindult Zrínyiújvár alól. Montecuccoli Lentire vonult vissza, Zala vármegyébe. A Murától nem akart eltávolodni, mert ezen szállították az utánpótlást Grazból. A franciák nyomására vették a Rába felé az irányt a keresztény csapatok.

#### A körmendi csata
Amikor Montecuccoli Muraszombatra ért hírt, kapott arról, hogy Körmendnél kb. 15 000 fős, jobbára szpáhikból álló török lovasság van, amely Vasvár vidékét pusztította. Montecuccoli tudta, hogy veszélyben vannak a Rába átjárói, ezért Muraszombatból elindult a lovasság élén, és július 24-én ért Szentgotthárdhoz.
A török had egy része Körmendnél július 26-án próbált meg átkelni, de a magyar, horvát, francia és német csapatokból álló sereg, melynek egy részét Nádasdy Ferenc vezényelte, útját állta, és a csata másnapján, július 27-én meggátolta az átkelést. A csatába a végső stádiumban Montecuccoli is beavatkozott.
Július 28-án Montecuccoli gyalogsága elérte Szentgotthárdot, és két nappal a körmendi ütközetet követően egyesült a generális vezette lovassággal Csákánynál (ma Csákánydoroszló). A generális később Esterházyt, Batthyány Kristófot és Nádasdyt Körmendnek küldte, nehogy esetleg onnan érje török támadás.
A török sereg néhány végvárat lerombolt a környéken, köztük a Felsőmarác melletti Tótfalu kicsiny várát és Őriszentpétert, utóbbinál Csányi Bernát kb. nyolcszáz fős csapattal próbálta meggátolni a törökök előrenyomulását. Hasonló sorsra jutott Velemér és Magyarósd (Őrimagyarósd) az Őrségben.

#### Nehézségek mindkét seregben

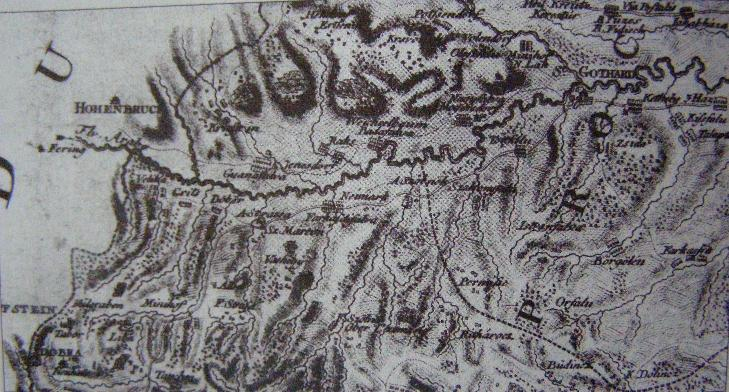
A dobrai uradalom, amelynek területén a szentgotthárdi csata is zajlott. Kenedics József 1785-ből származó térképe.

A szemben álló haderők feszítő gondjai mindkét felet arra késztették, hogy döntő csatába bocsátkozzanak egymással.
A keresztény sereg élelmiszer- és lőszerhiánnyal küszködött. A gyalogságnak nem volt megfelelő számú ásója, hogy elsáncolhassa magát, különös tekintettel arra, hogy a török sereg állománya igen nagyra emelkedett. Egy magyar történész, Rónai Horváth Jenő állítása szerint Montecuccoli még ekkor sem akart csatát vívni, hanem továbbvonult volna, ez azonban a csatát talán legjobban ismerő Perjés Géza történész szerint nem helyénvaló állítás. Montecuccolinak nem állt volna nagyobb erő a közeljövőben rendelkezésére, és ha a hiányosságok következtében legyengül a sereg, akkor később nem tud már harcolni a törökök ellen.
A törököknél is hasonló okok vezettek ahhoz, hogy Köprülü nagyvezír csatába szálljon a szövetséges csapatokkal. A lovasság létszáma nagyjából 50-80 ezer fő közöttire tehető, aminek ellátása körülményes volt. Eddig két alkalommal kapott utánpótlást, egyszer Székesfehérvárról, egyszer pedig Szigetvárról, ami 4-5 napra volt elég. Sok eső esett és a sárban az élelemszállító szekerek elakadtak. Több katona és ló legyengült, a környéket a tatárok barbár módon saját célra felprédálták, gyakorlatilag nem volt helyben beszerezhető élelem az embereknek és az állatoknak. A török azonban nem jutott el a stájer területekre, így azok a részek még érintetlenül álltak előtte. A nagyvezírnek tehát létérdeke volt a Rábán való átjutás, hogy emberei és állatai eleséghez jussanak Ausztriában.

#### A török sereg célja
Ugyancsak ekkor vált nyilvánvalóvá, hogy a törökök Bécset veszik célba. Erről Montecuccoli is megbizonyosodott július 31-én, amikor két férfi beszámolt róla neki, akik a török táborból szöktek meg. Mindezt a nagyvezír szultáni parancsra tette, de ő és apja, Mehmed nagyvezír világosan látták, hogy közvetlenül Bécs falainak vezetni a török sereget kész öngyilkosság. Ebbe bukott bele később Ahmed utódja Kara Musztafa.

## A csata

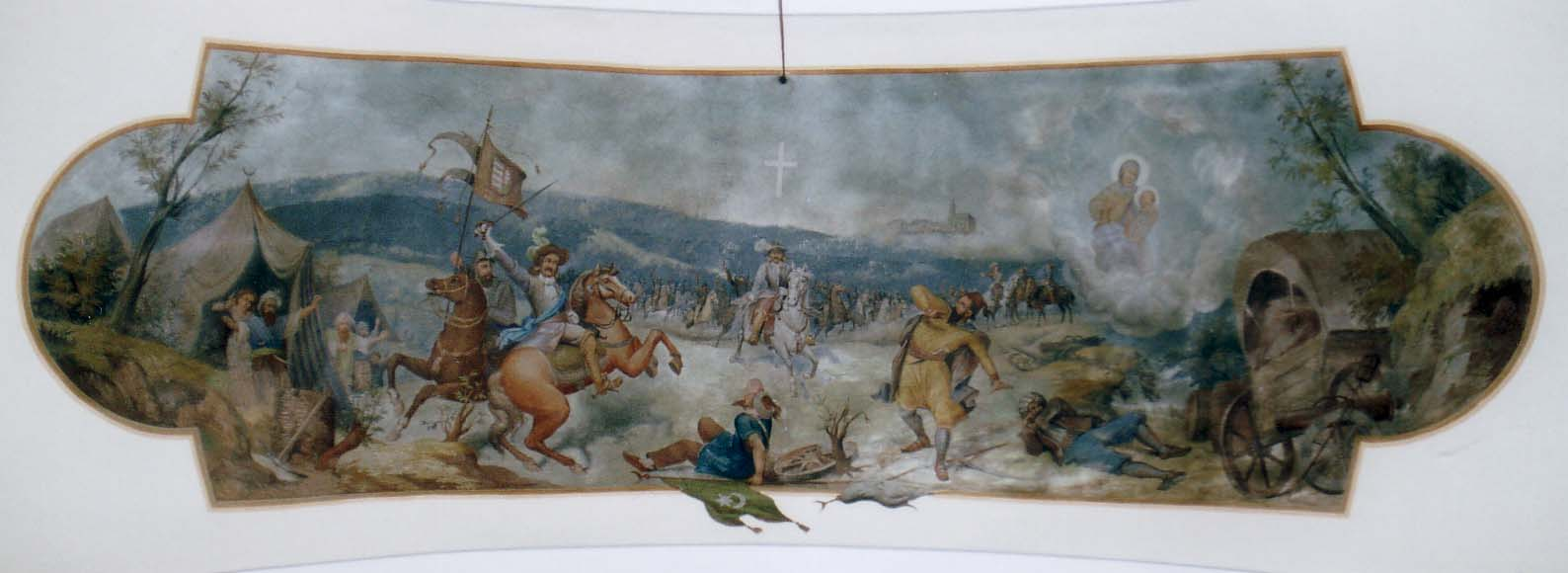
Josef Rösch 1912-es falfestménye a nagyfalvai Szent József plébániatemplom diadalívén.

A csata két taktika, a nyugati és török összecsapása volt. A törökök taktikájának elavultsága és gyengesége itt már megmutatkozott, ami majd a törökök kiűzésekor (1683–1699) fog kiteljesedni.

### A taktika
A török és a nyugati hadsereg két egymással ellentétes irányú fejlődésen ment keresztül, amelyből az következik, hogy előbbi elmaradottabb volt, taktikája a további fejlődést gátolta, addig utóbbi állandó változáson ment át, és több csoportba oszlott felépítése, amelynek praktikus okai voltak.

#### Az oszmán-török taktika
A törökök a 16. századtól a janicsárság mellett már szinte minden gyalogosukat is lőfegyverekkel látták el. Mivel akkoriban a kézi tűzfegyverek nem voltak elég gyors és pontos tüzelésűek, és csupán csak az ellenség ritkítását, gyengítését szolgálták, ezért szükség volt a szálfegyverekkel, elsősorban a hosszú lándzsákkal való rohamozásra támaszkodni. A török lovasságnak megvoltak a lándzsái, és állataik segítségével ők adták a döntő támadást. Mellettük a vasfegyelmű janicsárságnak is jutott ebből a szerepből, s addig az irreguláris török gyalogság másodlagos rohamozóként lépett fel.
De a lovasságot nem lehetett mindig használni. Ha nem voltak megfelelőek a külső környezeti adottságok, ha hiányzott a sík terep, a lovasság lendülete megtört. A lovasok ugyanis nagy távolságból indított támadással gyorsultak fel az elsöprő rohamra. A nem megfelelő látási viszonyok, például a köd, vagy a terep adta takarásban nem láthatták az ellenséget, így aligha mérhették fel annak erejét, s azt sem tudták milyen hadrendet alakított ki és hol. Így szükség volt még gyalogságra, de a gyalogosok többsége nem bírt nagyobb képesítéssel, mint a janicsárok, viszont utóbbiaknak sem volt megfelelő a fegyverük. A muskéta és a kard nem rohamozáshoz alkalmas eszközök, s a janicsárok nem voltak olyasfajta támadásra kiképezve, mint a lovasok. A megfelelő védekezést is alakzataik különböző alakításaival (lovastámadások ellen nagy négyszögekbe való rendeződéssel) érték el.

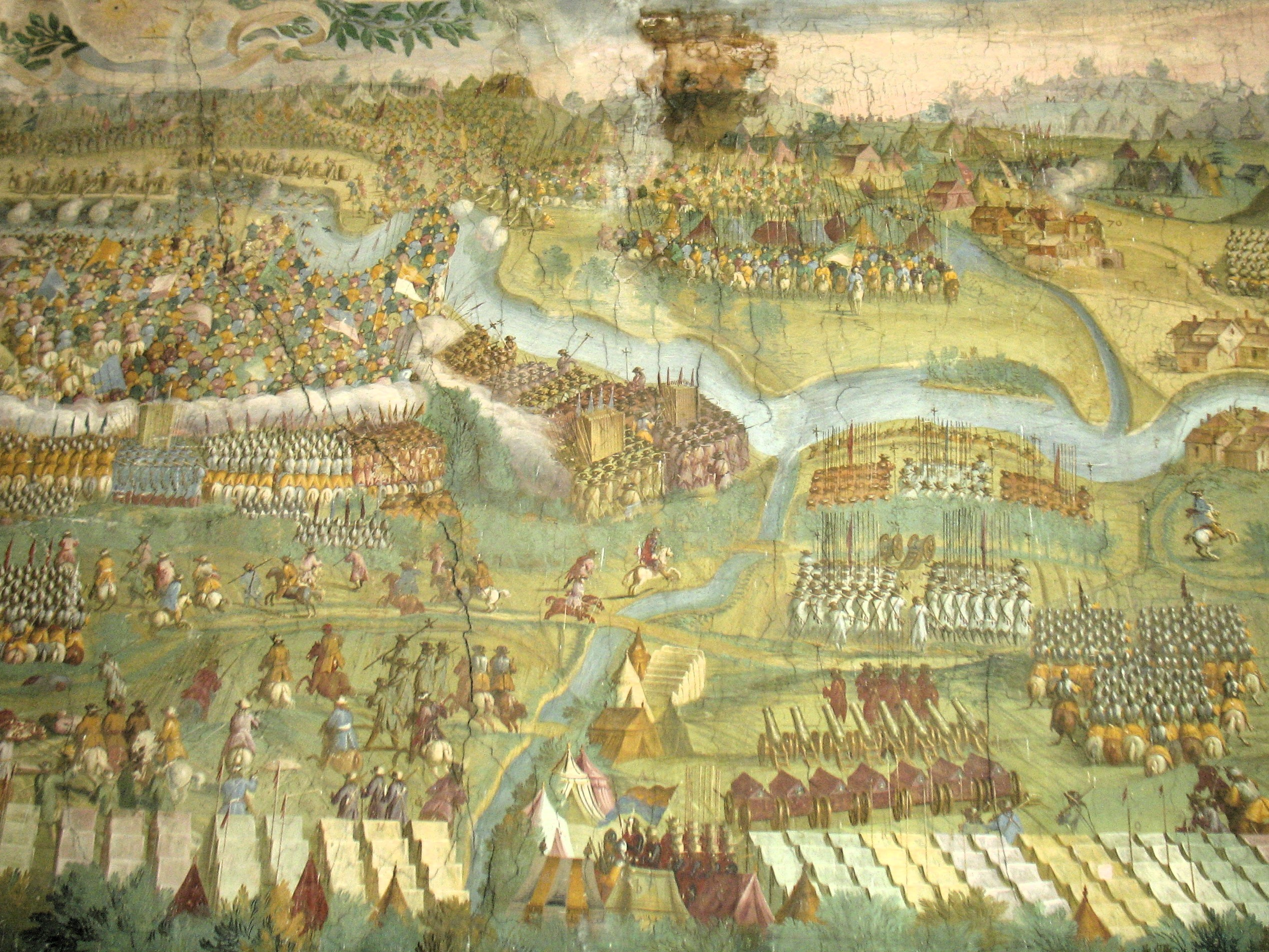
A szentgotthárdi csatát ábrázoló freskó a csehországi Lysá nad Labem kastélyban (részlet)

Rohamaik sikerét a törökök úgy kívánták fokozni, hogy az ellenséget megfélemlítették, harci morálját csökkentették. Ott volt ugyanakkor katonai zenekaruk, amelynek zenéi a muszlim harcosokat buzdították. Eddigi sikereik miatt a törökök megtartották ezt az immár elavult taktikát, addig az európai seregekben a török sikerek hatására jelentős előrelépés következett be.

#### A keresztény (nyugati) sereg taktikája
Az európai hadak a 16. században még rendre alulmaradtak a török sereggel szemben, de az azóta eltelt több mint egy évszázad során rengeteget változott az európai taktika. Ennek a fejlődésnek ösztönzője volt a törököktől elszenvedett rengeteg vereség, míg a törökök eddigi győzelmeik miatt nem tartották szükségesnek haderejük fejlesztését, megmaradtak a szokásos hadtechnikánál, amely elavulttá tette harcászatukat.
Az európaiaknál a gyalogság pikás egységei tartották fenn a rohamozáshoz szükséges ún. lökőerőt, amit a törököknél a lovasság adott. Bár a nyugatiaknak is volt lovasságuk, de a törököké volt fölényben. A nyugati lovasságot ugyanis nem képezték ki heves átütő rohamra. A törököknek ráadásul sokkal fürgébb és gyorsabb állataik voltak, ők használták a legnagyobb létszámban az arab telivéreket, melyek köztudottan a világ legjobb lovai közé tartoznak. Egy jól bevált gyalogsági alakzatban a pikások a török lovasság ellen középen rendezkedtek el, míg a két szélről a muskétások támogatták őket és a lovasság is biztosította a terepet. A lőfegyverek fejlődésével, s a szurony megjelenésével a pika kiszorul, a bajonett átveszi a helyét, de a szúrófegyverrel való lökőerő kifejtésére nem mindig van szükség a jobb, fokozottabb puskatűz mellett, amivel a törökök elavult harcászata már nem fogja felvenni a versenyt.
A 17. században már jelentkeznek jobbfajta, kovás lőfegyverek, amelyekkel elsősorban a svéd sereg rendelkezik, s gyalogosai a leggyorsabban tudtak tüzelni. Montecuccoli is bizonyos fokú változtatásokat eszközölt a gyalogsági erők kiegészítésében azzal, hogy a pikások létszámát csökkentette, míg a muskétásokét növelte, s azokat is igyekezett új tűzfegyverekkel ellátni.

### A szemben álló erők

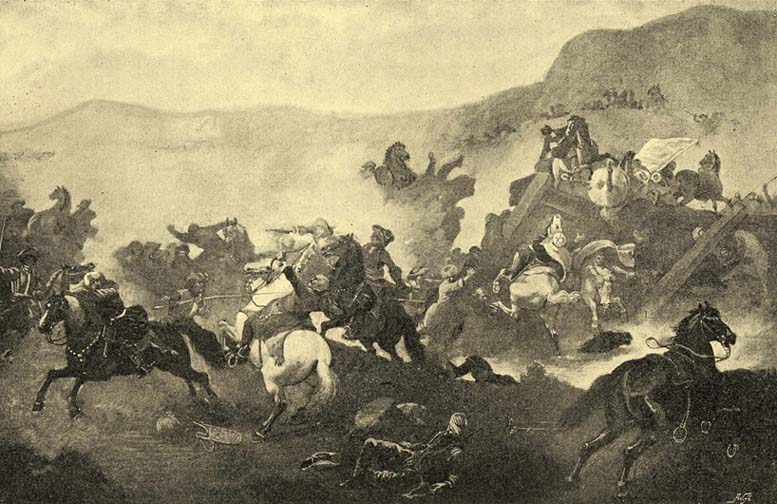
Paul Maas német festő alkotása a szentgotthárdi csatáról. Mühlbeck Károly másolata. A kép azt a jelenetet örökíti meg, amikor a török hídja a döntő támadáskor összeomlott.

Számbelileg, ill. hadianyag és felkészültség szempontjából komoly különbségek voltak a két haderő között. Ezért kevés volt az esélye annak, hogy Montecuccoli megállíthatja a nagyvezírt, így a szövetséges csapatok a Rába mögé húzódtak. A folyó egy természetes védvonalat képezett, mely megkönnyítette a túlerővel szembeni harcot.

#### A keresztény hadak
A keresztények serege negyed-, ötödakkora volt, mint a törököké. A császári csapatoknak huszonhét lovaseszkadronjuk (századuk) és tíz zászlóaljnyi gyalogságuk volt, kötelékükben állt továbbá cseh gyalogság is. Evlija Cselebi is említést tesz ezekről, amikor a döntő támadásban részt vettek, A birodalmiak hat zászlóaljjal és kilenc eszkadronnal (mellettük szász, sváb, bajor, sőt brandenburgi egységek), a Rajnai Szövetség négy illetve két német eszkadronnal és zászlóaljjal, valamint tíz és négy francia zászlóaljjal és eszkadronnal bírt. A teljes sereg összesen huszonnégy ágyúval rendelkezett, soraikat még kb. 2000 horvát (egy ezred a császári hadseregben szolgált, a többi szórványosan), valamint egy olasz (piemonti) gyalogezred is kiegészítette, melynek vezére gróf Erberto Pio di Savoia, Érsekújvár korábbi parancsnoka. Emellett voltak elvétve magyarok, mellettük még számos olasz, spanyol, cseh, vagy épp németalföldi is, akár a tisztek, a tüzérek, vagy a katonák között. Az itt állomásozó franciák létszámát korábban emelte további tizennégy lovasszázad, ami Bajorországból érkezett. Továbbá a környék katonaságának egy részét (mint Csányi Bernát embereit) is bevonták a csapatokba, akik közt voltak a magyarok mellett a sereg többi horvát katonája, sőt szlovénok is, akik szintén a helyi lakosságból kerültek ki. A teljes haderő létszáma így megközelítőleg 25-28 ezer fő között mozgott.

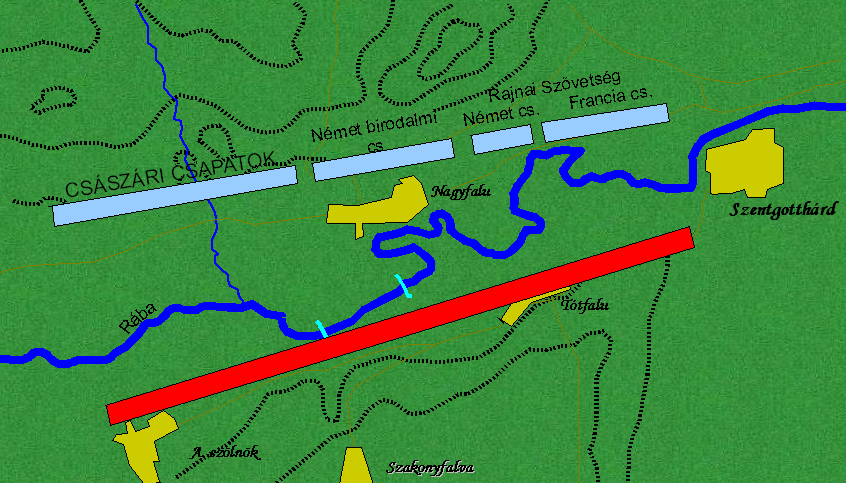
A hadak elhelyezkedése.

A császáriak közvetlenül Montecuccoli vezetése alatt álltak, a rajnai erőket von Hohenlohe vezényelte, az ő helyettese pedig Jean de Coligny-Saligny, a franciák vezére, aki a körmendi csatában sebesült meg. A birodalmiakat Lipót Vilmos badeni őrgróf vezette, alvezére a brandenburgi Georg Friedrich von Waldeck gróf volt, aki a porosz hercegi és brandenburgi csapatokat irányította a lengyelek, majd a svédek ellen vívott északi háborúban.
A dobrai tiszttartó (a helyi községek ugyanis ennek a vár uradalmának részét képezték) említést tesz Batthyány Borbálának, Forgách Zsigmond feleségének tett jelentésében bizonyos „Kussanics hadáról”. Bár a név horvátnak tűnik, de kérdéses, hogy tényleg ő volt-e a szentgotthárdi csatában harcoló horvátok parancsnoka. Ám ha létezett is, semmiképp sem lehetett seregvezér, ahogy az a levélben is szerepel.
Az angol források arról tanúskodnak, hogy a francia gyalogság muskétásai használtak a fegyverek végére helyezhető bajonetteket, így a pikások mellett ők is egyenértékű rohamerőt biztosítottak.

#### Az oszmán-török hadak
A korábbi általánosan elfogadott adatok a török sereg számát csupán hatvanezer főre tették. A törökök hadereje Perjés Géza által közölt és egyéb kutatások alapján kb. 120-130 ezer fő között állt, melyből még a reguláris, harcra alkalmas janicsár és szpáhi egységek száma is legalább 60-70 ezer főre rúgott. A Perjés-féle adatokkal szemben az utóbbi évtized kutatásai már egyre kisebbre becsülik a törökök reguláris csapatait. Ezt tulajdonítják egyrészt logisztikai problémáknak, másrészt a teljes török haderő reguláris egységeit becsülik kb. 70 ezer főre. Ekképp a csatában harcoló török fősereg száma sem lehetett 130 ezer, hanem inkább 80-90 ezer fő, de a félszázezer alatti számot kizártnak tartják, ugyanis a korabeli török főhaderő ilyen nagyobb hadjáratokról számos csapatot mozgósított Anatóliából és Ruméliából is.
Nem tudni hány ágyúval rendelkeztek. Egy török utazó leírása szerint a „nagyvezír sátra előtt a dombon 360 ágyú volt felállítva…”. Segédhadként álltak a tatárok, akik az elővédet foglalták el (létszámuk több ezer fő is lehetett). Ezenkívül a nagy birodalom egyéb népei is (szerbek, arabok, bolgárok, románok, bosnyákok, perzsák, albánok stb.) kisebb-nagyobb számban szolgáltak a seregben több helyütt. Leginkább az első vonalakban elhelyezkedő gurebák voltak nemzetiségileg a legösszetettebbek, még egy tizedüket sem tették ki törökök, hanem javarészt különböző arabokból, vagy perzsákból, esetleg albánokból álltak. Azonkívül számos renegát magyar hajdú is szolgált zsoldosként az oszmán hadak kötelékében. Többnyire 1663-ban álltak át, miután a nagyvezír ravasz húzásokkal próbálta meghódolásra bírni a Királyi Magyarországot.
A csatában részt vett Eustratie Dabija moldvai fejedelem, aki egyszerre volt Havasalföld uralkodója is. A nagyvezír előző évi dunántúli hadjáratában, illetve Érsekújvár bevételében is segédkezett.

#### A csatatér előkészítése és a vidék ezzel járó átalakulása

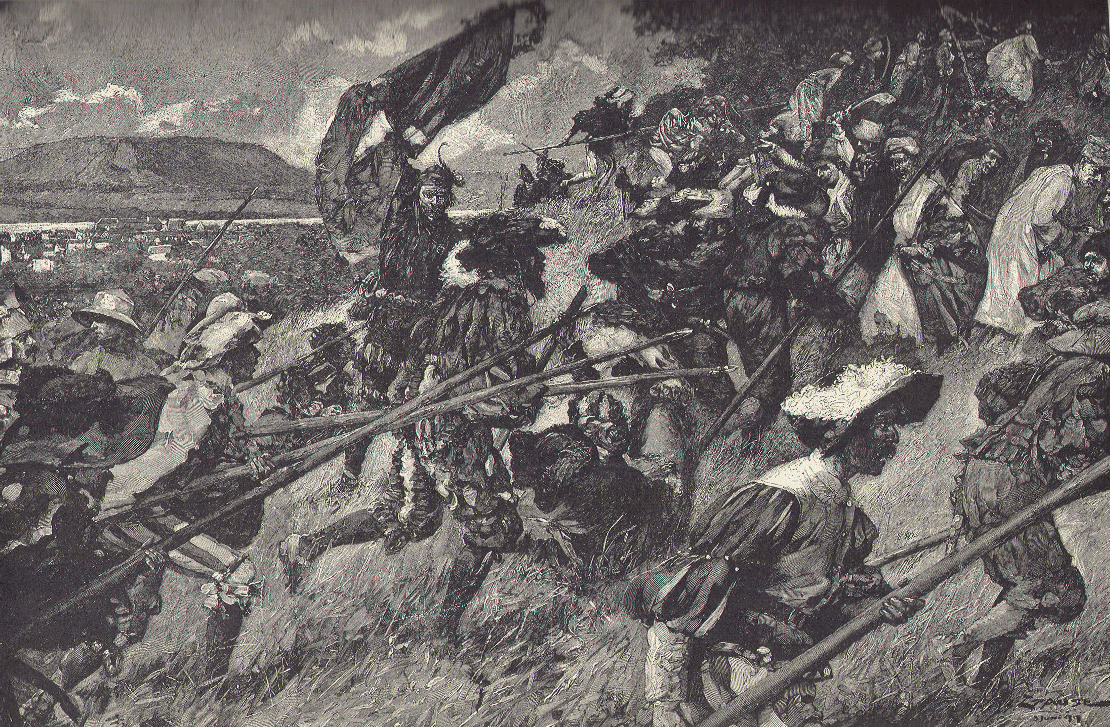
A császári csapatok ellentámadása a szentgotthárdi csatában (19. századi illusztráció).

A csata előtt a tatár lovasok és az akindzsik felégették a Rába és a Kerka közti területet. „Rábán innéd már mind elégette a Tatár a falukat” köztük a „Szölnöky majort” s a „Farkasffyfalvy, Szölnöky és Kozmadomanyi” bíróságok falvait is szinte teljesen elpusztította. „A szegénységh mind el szélledet Styriára. A folyó túlpartján állt a keresztény sereg, Nagyfalu fölött. A törökök nagy szélességben Szentgotthárd, Tótfalu, Szakonyfalu és Alsószölnök vonalán helyezkedtek el. Szakonyfalu község ellenben mai helyétől kissé délebbre, Apátistvánfalva, Kétvölgy területébe benyúlva helyezkedett el, amíg a törökök fel nem égették. A falu jelenlegi helyén foglalta el a török a hídfőállását, ahová az elmenekült lakosság a harcok után újra felépítette a községet.

### Az ütközet menete
A hadmozdulatok, a dezertőrök és a két keresztény szökevény jelentése alapján nyilvánvaló volt az „erőszakos folyamátkelés” lehetősége, amikor az ellenség a gázló előtt álló védelmet meg kívánja semmisíteni.

#### A kezdeti hadműveletek, a török hídfőállás biztosítása
A csata augusztus 1-jén kezdődött. A török jobbszárnyán állt egy hurka a folyónak, Szentgotthárd és Tótfalu között, ennek két oldaláról a tüzérség oldalazó- és kereszttüzet nyithatott. A víz itt elég sekély volt, így a török lovasság könnyen átkelhetett. A terepet nem derítették fel alaposan a keresztények, s a legközelebb álló birodalmi erők csupán 200 katonát helyeztek el a két és fél kilométer hosszú szakaszon!
A törököknek jobb és pontosabb jelentésük volt a területről, s tudtak ellenségük gyengeségeiről is. Határozott céljuk az volt az erőszakos folyamátkeléssel, hogy megsemmisítő csapást mérjenek a „gyaurokra”.
A nagyvezír kijelölt egy 20 000 fős, válogatott vitézekből álló lovashadat, akik elsőként fognak átkelni. Vezéréül Izmail pasát tette, aki Buda parancsnoka és IV. Mehmed szultán sógora volt. Az átkeléshez szükséges hídhoz való építőanyagot július 31-én éjszaka kiszállították a hurokhoz. Ezzel szemben Evlija Cselebi szerint nem másnapra, hanem az utána következő napra tervezték a döntő csatát a nagyvezír erői. Ezen a ponton az események homályosak, de Perjés Géza szerint is akkorra tervezték a fő támadást és nem augusztus 1-jére. Ekkor akartak takarmányt gyűjteni a lovasságnak, ezt tették Montecuccoliék is, de ők biztosra vették, hogy elsején megy végbe a csata.
Július 31-én a hurok belső területét lőni kezdte a janicsárság és a tüzérség, így az ott állomásozó maroknyi német visszavonult. Ezután Izmail emberei élén átkelt a másik partra, és szilárdan megvetette a lábát. Az átkelés estig tartott, és hajnalban már megkezdték a híd építését. Reggel egy 12 ezer fős reguláris sereg volt a túlparton, de a keresztény sereg nem mérte fel a veszélyt, csak később a balszányon tűnt fel az egyre nagyobb csapatmozgás. Nehezítette ezt az is, hogy nem magaslatról szemlélték a csatatér területét, a falu, az erdőségek és a bozótok eltakarták azt a szemük elől. Kivétel a francia és a rajnai főparancsnok, de Coligny és von Hohenlohe. Ők baloldalt, aránylag megfelelő látási szögben helyezkedtek el.

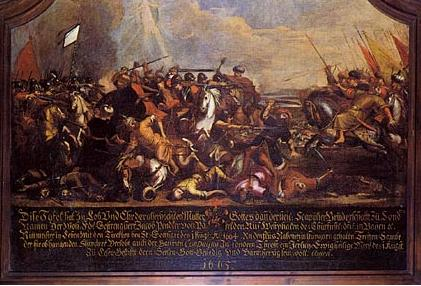
1665-ből való bajor olajfestmény a csatáról.

Az ellenség csapatmozgásai óráról-órára intenzívebbek lettek, de a közelben álló birodalmiak nem intézkedtek semmit. Előzőleg adtak parancsot egy lovas csapatnak, hogy tartsa szemmel az átkelő erőket, de egyéb hadmozdulat nem történt, egészen 8 óráig.
Rengeteg az ellentmondás, egyfelől Montecuccoli részéről, aki korábban azt írta, hogy a jobbszárnyat erősítette meg, amikor észlelték a törökök első csapatait, nehogy átkaroló támadást kezdjenek meg. Az ezer főnyi katonával történő megerősítést Johann von Sporck kezdte meg. Máshol az olvasható Montecuccolitól, hogy sokáig nem kapott értesítést. Von Sporck rajtaütött a túlparton takarmányt gyűjtő törökön, és nem kis zsákmánnyal tért vissza.
A folyón átkelt török egységek bevették Nagyfalvát, amit a badeni őrgróf kiüríttetett, így komolyabb ellenállással ott nem találkozott az ellenség. A község elfoglalásával és az ezt megelőző akciókkal a török sereg feltehetőleg a hídfőállását biztosította.

#### Első ellentámadás, a német haderő megsemmisülése

osztrák ellentámadás

Nagyfalu elfoglalása után Vilmos őrgróf ellentámadásra szánta el magát és elrendelte a német tábor riadóztatását, de a táborban még pihenő volt. A kornak megfelelő hadvezetési elvárások szerint még ekkor is kellett volna tartani bizonyos fokú készültséget, nehogy váratlan támadás, vagy egy azonnal végrehajtandó parancs érje őket, viszont ez nem történt meg! Mikor megfújták a riadót, nagy zavar támadt. Az ellentámadást elrendelő parancsnokságnak és az azt vezénylő főtiszteknek is mind a terepről, mind a tábor előtt közvetlenül elhelyezkedő faluról is csak pontatlan, hiányos ismereteik voltak, akárcsak a Rába kanyarról, melyet a törökök könnyen tűz alatt tartottak. Bár az őrgróf helyettese, Georg Friedrich von Waldeck tartott egy – idő hiányában csupán rövid – terepszemlét, ám ez még mindig nem volt elég, hogy pontosan felmérjék a helyzetet és annak megfelelően irányítsák a hadműveleteket.
Kilenc óra tájban nagy késéssel indított támadást a német birodalmi sereg, melyhez a császáriak két gyalog- és egy lovasezrede is csatlakozott. Az ellentámadáshoz való rendes felfejlődéshez a terep komoly akadályt jelentett. A falu és mellette húzódó erdős, bozótos rész miatt a menetelés végig rendezetlenül zajlott.
A törökök a községből délkeleti irányba vették az útjukat, amit von Waldeck cselnek vélt. Két balszárnyon álló zászlóalj megfordult, de ebből csak zsúfoltság és kavarodás keletkezett, különféle fegyveresek vegyültek össze, teljesen alaktalan, irányíthatatlan és mi több, harcra képtelen csatasort alkotva. Ekkor a törökök is megfordultak és nagy erővel vetették magukat a németekre, jókora öldöklést okozva soraikban. A harcban a keresztény sereg 1500 katonája esett el és kb. 2 km hosszan rést ütöttek a törökök, amin keresztül ha áttör a fősereg, az veszélyes lett volna Montecuccolira nézve.

#### A második ellentámadás, a keletkezett rés elreteszelése

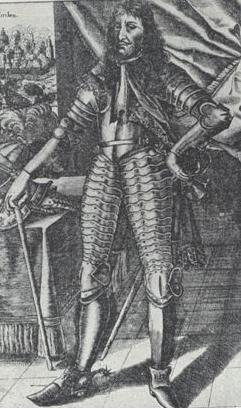
Montecuccoli vezértársa Wolfgang von Hohenlohe, a Rajnai Szövetség német-francia erőinek főparancsnoka. Vita tárgya, hogy vajon ő kezdeményezte a rés elleni ellentámadást, vagy Montecuccoli.

A seregben a németek katasztrofális veresége ellenére nem alakult ki pánik, mert a többi hadoszlop az esemény színhelyétől távol helyezkedett el, sőt ez ösztönzőleg hatott a sereg vezéreire, de legfőképp Montecuccolira. A keresztények lázasan hozzákezdtek alaposabban kidolgozni a stratégiát. A török sereg ugyan nagy tömegben tódult át a Rábán a másik partra, de ezalatt volt idejük a keresztényeknek, hogy a teljes tábort riadóztassák és megszervezzék a csatarendet, majd újabb ellentámadásba lendüljenek. Nem tudni, hogy erre ki adhatott parancsot, von Hohenlohe, avagy Montecuccoli. Az igazság ezzel kapcsolatban az, hogy a helyzetet figyelembe véve az akció nem volt sem egységesen szervezett, sem központilag irányított. A hadi jelentésekből sem lehet ezt megtudni, mivel ezek írói csak saját egységeik működését kísérték figyelemmel. Tény, hogy von Hohenlohe vezette francia-német erők estek először a törökre, mivel ők álltak a legközelebb, de ez még cseppet sem igazolná a német történészek álláspontját.

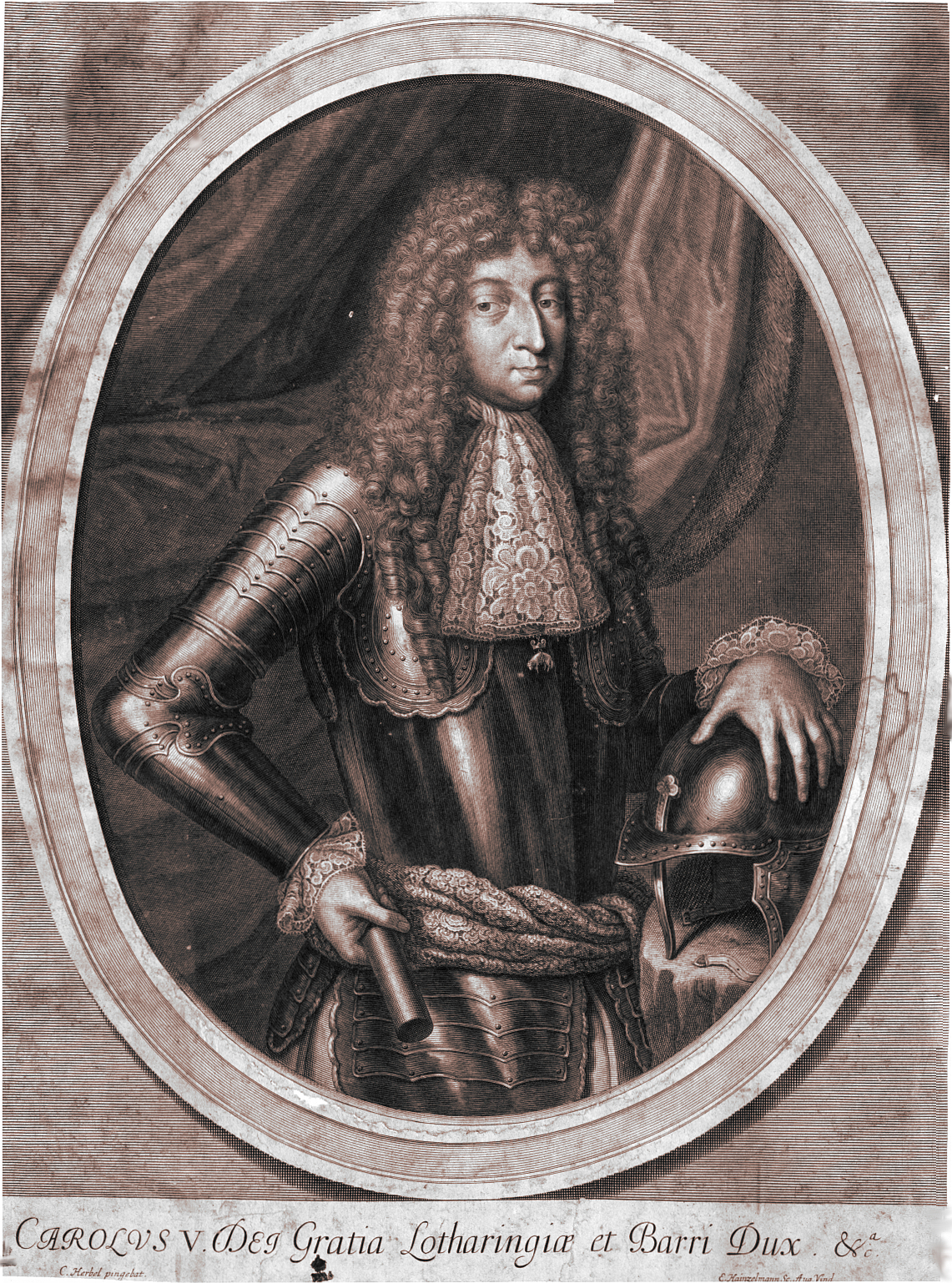
V. Károly lotaringiai herceg

Ebben a támadásban mindössze 6000 katona vett részt és véres harc bontakozott ki, mert a törökök keményen és bátran helytálltak. A keresztényeknek eredeti állásaik védelmére is csapatokat kellett hátrahagyni a tartalék miatt, hogy további erősítéseket küldhessenek a harcba. Von Hohenlohe támadott a Rajnai Szövetség német katonáival, csatlakozott hozzá von Waldeck is, aki szétvert serege maradékait összeszedte, s visszavezette a csatába.
A keresztények Nagyfaluban ütköztek meg a törökkel, ahol von Hohenlohének több támadás után, kemény küzdelemben sikerült kiűzni a falut védő török és szkipetár harcosokat (a csatározásban a község kétszer cserélt gazdát). Montecuccoli és Lotaringiai Károly később avatkozott be a küzdelembe, akik három zászlóaljból és néhány lovas svadronból álló csapattal a von Hohenlohéval és de Colignyvel szembenálló törököket oldalba kapták.
Montecuccoli erőinek kevés lőpora volt, ezért többször ingadozott a harc eredményének mérlege, egyszer hol az egyik, hol a másik fél javára billenve. De a törökök is kerültek néhány alkalommal nehéz helyzetbe. Az egyik előrenyomulásuk alkalmával például eltévedtek, nem találták meg azt az utat, ahol jöttek, ezért visszavonulást képtelenek voltak végrehajtani. A janicsárok és az előkelőbb harcosok kivételével a legtöbb katona ráadásul fosztogatásba kezdett, ekkor a franciák támadása elűzte őket a terepről.

#### Hadműveletek a döntő ellentámadás előtt
A szervezetlen ellentámadás nagy veszteséggel, de eredményesen zárult, s helyrehozta a németek veresége által okozott rést. Montecuccoli sikere a szerencsének is tulajdonítható, mert a nagyvezír nem küldte át a serege zömét a másik partra, pedig megtehette volna. Mindenekelőtt azért nem került erre sor, mert a csatát a török másnap akarta megvívni, s ezt a napot a régóta fennálló súlyos takarmányhiány pótlására kívánta fordítani, épp ezért a takarmány begyűjtésével volt elfoglalva rengeteg török. Ellenben nem érthető, hogy miért kellett egy napot fordítani a szakonyi hídfő elfoglalására és a teljes haderő átterelésére. Továbbá a törökök jó része nem is készült fel. Ezenfelül augusztus 1-je, péntek ünnepnap volt, tehát a hithű törökök nem akartak harcolni, ami megint hátrányt jelentett, s a janicsárok állásának a parancsnokuk által követelt megerősítésénél szó sem volt arról, hogy a teljes haderő keljen át.
A dél előtt egy órával és délben a törököknek újabb hadai keltek át a folyó másik partjára, tovább erősítve az ottani állásokat, s nagy erődítési munkálatok indultak meg a hídfőben. Kb. 10 árkot ástak ki, s a védelem kialakult mélysége csaknem háromszáz méter volt. Ezzel talán lehetőség nyílt volna szilárdan tartani az állásokat, amíg a derékhad meg nem kezdi az átkelést és másnap a támadást. Ettől balra nagy csoportokból összeverődött török egységek álltak, melyek teljesen ki voltak téve a keresztény csapatoknak, minthogy elöttük nem húzódott az árokrendszer. A huroktól nyugatra és keletre támadást színlelve álltak fel a törökök, melyből a nyugati irányban állók át is keltek, de von Sporck szétverte őket is.

#### Döntés a végső ellentámadásról
Mialatt a keresztény sereg több egysége folytatta a harcot a törökök átkelést folytató csapataival, azalatt a fővezérség haditanácsot tartott a további hadműveletekről. Ekkor azonban de Coligny úgy döntött, hogy a franciákkal Lajos király parancsa szerint kivonul a csatából, mert az uralkodó meghagyta neki, hogy ne kockáztassa a Magyarországra rendelt sereg épségét. Von Hohenlohe azonban felmutatott egy levelet, amelyben az állt, hogy a francia erők parancsnokságát a Napkirály rá ruházta. De Colignynek nem volt ellenvetése és készen állt von Hohenlohe parancsaira.

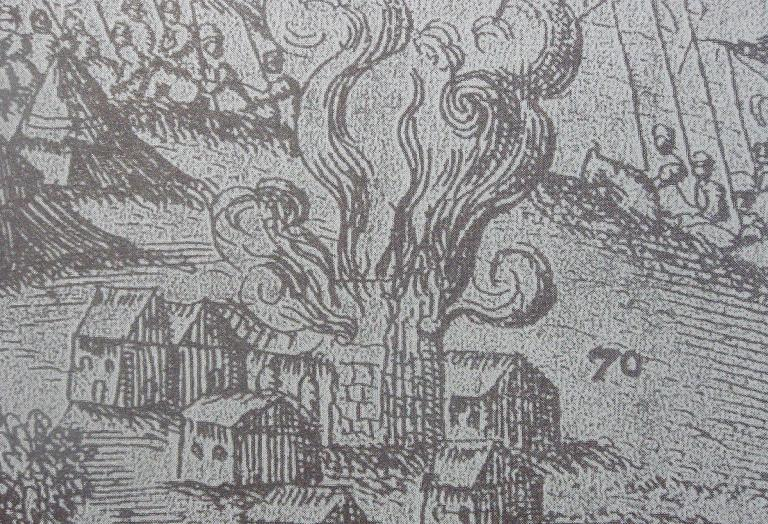
A tatárok által elpusztított Alsószölnök. (17. századi kép)

A haditanács során Montecuccoli olyan javaslatot terjesztett elő, hogy az állásokat megerősítve az est folyamán a teljes haderő vonuljon vissza. Ezzel szemben ott volt még a támadás, vagy a további védekezés kérdése. A főparancsnok elképzelését von Hohenlohe nem tartotta helyénvalónak, mert a sereg a demoralizálódás útjára lépett, ezzel fennállt a fokozottabb dezertálások veszélye. Továbbá a fürge török lovasság hamar utolérné a visszavonulókat és portyázó támadásokkal lassan felőrölné. Von Hohenlohe szerint zárt oszlopban végrehajtott, teljes erejű támadással kellett visszaszorítani a törököt, amely az átkelést rendezetlenül hajtotta végre, s a sorait azóta sem rendezte.

#### A döntő támadás

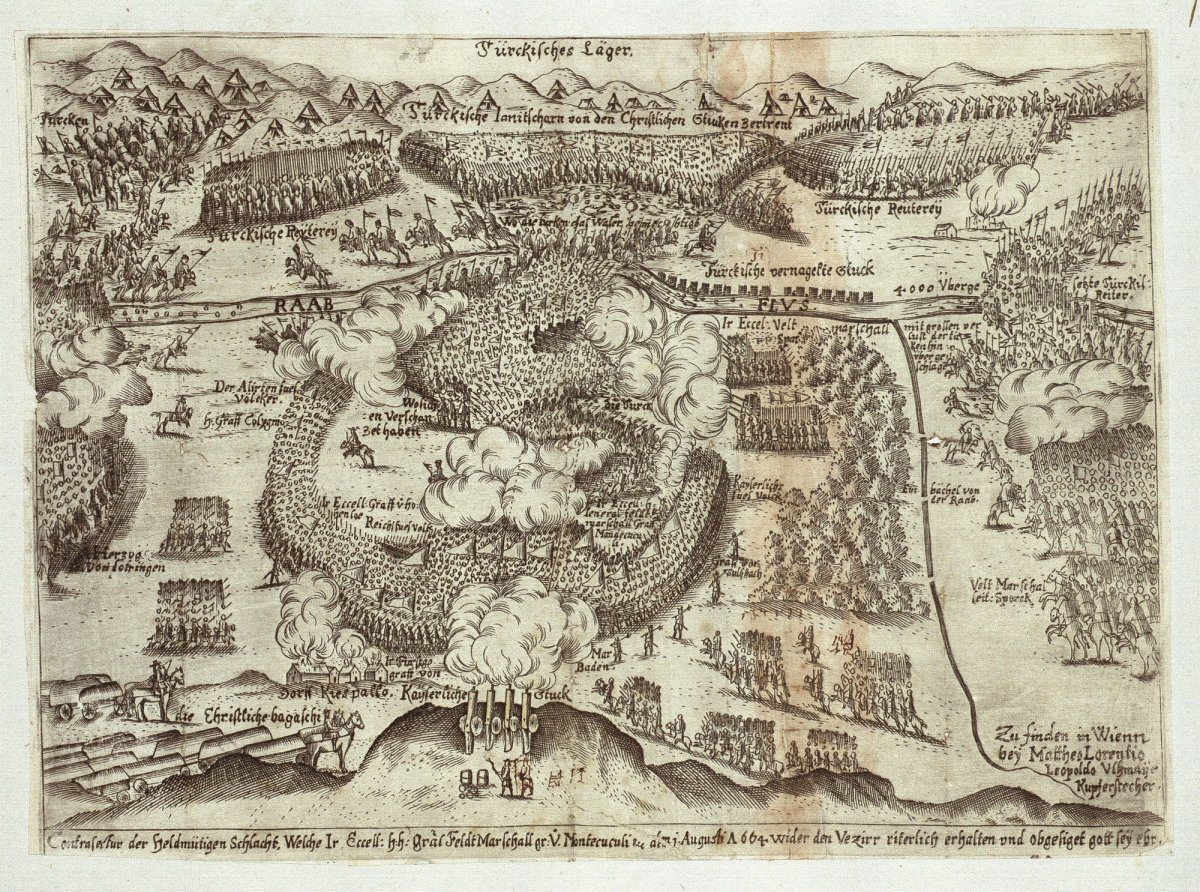
Az utolsó ellentámadás a hurokban elhelyezkedő törökök ellen (17. századi kép, festője Matthäus Lorenz Leopold Ultzmayer). Jól látható a keresztény csapatok zárt oszlopú hadállása, az alsó részében pedig amint a keresztény had tüzérsége egy magaslatról lövi az ellenséget. Valójában nem állt ott domb és az egész ellentámadás alatt nem volt így támogató ágyútűz.

Délután egy órakor a keresztény hadsereg megkezdte a döntő ellentámadást. Montecuccoli így írja le a hadfelállást: „félhold alakú felállásban a megadott jelre az ellenséget átkarolták…” A generális jelentése szerint ez az egész hadsereggel ment végbe. Valójában az ellentámadásban kb. 12-13 000 katona vehetett részt, a többi biztosította őket a Rába-huroktól felfelé és lefelé. Soraikban a franciák, az osztrák örökös és német birodalmi csapatok mellett voltak a fürge horvát lovasok, a csehek és Pio olasz ezrede. A jobbszárnyon állt öt császári zászlóalj és hét svadron, középen két német-római zászlóalj és három eszkadron. A balszárnyat a franciák foglalták el három zászlóaljjal és még ugyanennyi eszkadronnal. A tüzérség elhelyezkedését lehetetlen megállapítani és az erről szóló egyetlen forrás is teli van ellentmondásokkal.
A támadás nem lehetett szabályos, mert középen a seregek már hosszú idő óta küzdöttek a törökökkel és az ide csoportosított csapatok némi késéssel érkeztek meg.
Az árokrendszer kiterjedése kb. 1821–2430 m lehetett, egy méterre összesen egy katona jutott, de előttük még jóval több állt. A hídfőben így feltehetőleg már annyi katona volt, mint amennyi a keresztény haderő létszáma. A törökök nem tudták az árokrendszer két szárnyán a lovasságot megfelelően elhelyezni, tulajdonítható mindez a folyó „különös” alakjának, így nem vált lehetségessé a heves, átütő támadás intézése, amit tovább gátolt, hogy az ázott agyagos talajban is akadoztak a lovasok.
Az ellentámadásra induló sereg balszárnyán a franciák álltak, jobbszárnyon a császáriak. Ez utóbbival szemben álló török balszárnyon rések keletkeztek. A harc súlypontja viszont a balszárnyra tevődött át, ott több török állt, mint francia, s a védőállás is mélyen tagozott volt.
Az ellentámadáskor a török némi visszavonulásba kezdett, ez azonban még rendezetten folyt. A francia hadállásban a lovasság állt elől, a gyalogság hátul. A lovassági harcban a franciák keményen helytálltak a törökökkel szemben, ezzel felbátorították gyalogságukat, amely további támadásokat is visszavert, s közben hevesen tüzeltek.
A jobbszárnyon lezajlott harcról nehéz képet kapni a kevés és homályos adatok alapján. A császári sereg a hézagokon át megkezdhette a hídfőben álló török erőknek az átkarolását, de két különböző feljegyzés is van a támadásról: az egyik szerint egy heves sortűz után kemény, frontális támadás indult, amely nagy harcban tönkreverte és a folyóba szorította az ellenséget. A másik viszont nem beszél semmilyen átkaroló támadásról, hanem egyetlen nagy rohamról, amivel könnyűszerrel a Rábának nyomták a törököt.
A törökök taktikájával ellentétben a nyugati sereg gépies, fegyelmezett támadásokat indított, amellyel szemben az irreguláris vitézek – akik a karddal való közelharcon és a muskétával való tüzelésen kívül másképp nem tudtak volna küzdeni az ellenséggel –, alulmaradtak. A keresztény gyalogság pikákkal, hosszú, sűrű lándzsaerdőt képezve távol tartotta magától a törököt. Az ellenség így nem igazán tudott a közelükbe férkőzni rövid fegyvereikkel (a kardokkal és puskákkal), hogy a párviadalos közelharcba bocsátkozhasson.

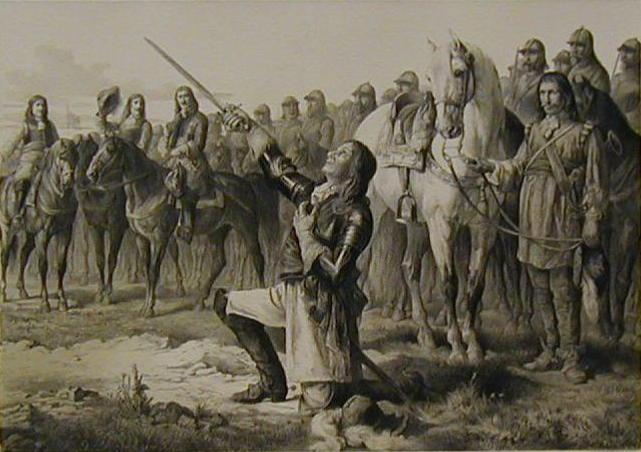
Johann von Sporck katonáival a csatatéren. Schönberg litográfiája 1850-ből.

Az események gyors fordulatot vettek amikor török fővezérség elkövetett egy súlyos hibát. Gürdsi Mohamed pasa tanácsára Ahmed nagyvezír a janicsárságot a vízpart közvetlen közelében levő utolsó sáncokba vonta vissza. Ellenben a janicsárok mellett más katonaság is állt, mint például az aszabok, akik nem kaptak semmilyen parancsot a visszavonulásra, s a szakonyi hídfő erői is gyakorlatilag teljesen rendezetlenül álltak. Nem volt továbbá egységes parancsnokság sem, sőt valószínűsíthető, hogy az aszabok, akindzsik, szilidárok, tüfenkcsik, tatárok és egyéb nem reguláris vitézek parancs nélkül vonultak a Rába másik partjára, mert nyilvánvalóan a zsákmányszerzés érdekelte őket. Ezek az erők rendszerint csak akkor voltak igazán bátrak, s kiváltképp akkor álltak védekezésre, ha a janicsárok is mellettük álltak. Igaz volt ez bármelyik korábbi háborúkban. Eger ostromakor például miután a védők kemény ellenállásán a janicsárok harci szelleme is megtört, úgy az irregulárisok sem voltak hajlandók harcolni.
A törökök keményen tartották az árkokat és egyet sem engedtek át harc nélkül, de a janicsárok visszavonása jókora katasztrófát hozott: „A katonaság azt vélte, hogy a janicsárok… megfutottak, s azt ürügyül használván, az egész lovasság is vágtázva visszavonult.”. A franciák állandóan és hevesen tüzeltek, a gyengén kiképzett törökök számára pedig nehezen, vagy egyáltalán nem volt érthető nyugati taktika, ettől aztán megzavarodtak, s a keresztények felülkerekedtek.
A törököket félelem fogta el és fejvesztett menekülésbe kezdtek. A janicsárok közül is sokakat magukkal ragadtak és belevették magukat a folyóba. A híd is összeomlott, a Rába megáradt, így a szerencsétleneknek kevés esélyük volt, hogy átúszhassák. Sokan megfulladtak, de a mögöttük támadó francia és cseh gyalogság heves muskétatüzet irányított a vízbe, ami tovább növelte az áldozatok számát. „Nagy zavar támadt a pogányok között. Súlyos ruházatuk nagyon megnehezítette az úszást; azokat pedig, akik úszni tudtak, az úszni nem tudók fojtották a vízbe. Sokan ugyan elérték a túlsó partot, de vagy nem tudták megmászni…, vagy pedig a francia lövészek lőtték le őket, főként pedig azokat, akik a szárazra jutottak. Óriási öldöklés ment végbe; alig jutott a túlsó partra egy-két török.”
A támadás végeztével a szakonyi hídfő török serege teljesen megsemmisült.

### A veszteségek

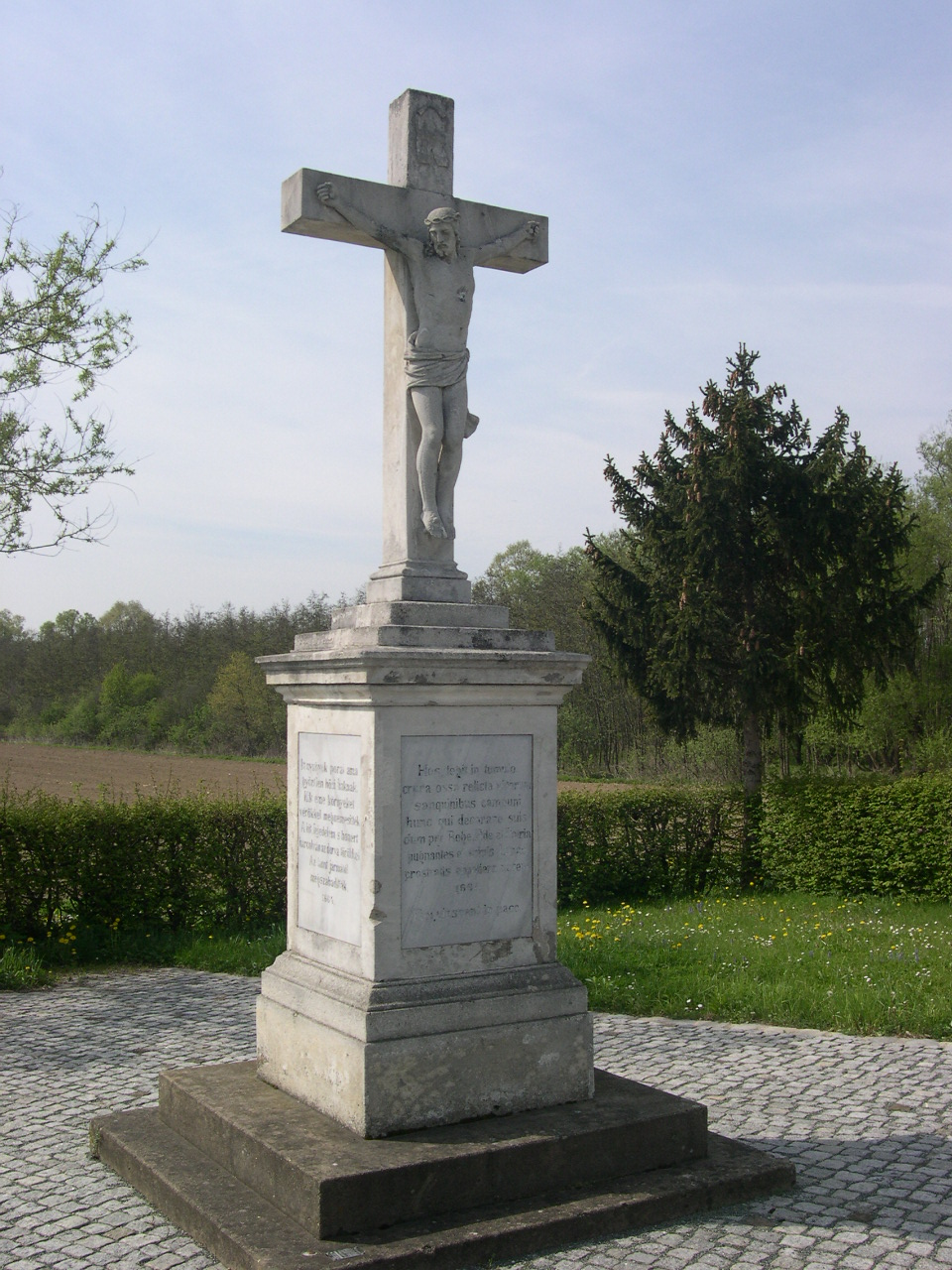
Az 1840-ben állított Fehér Kereszt

Ha mindkét sereg létszámát figyelembe vesszük, akkor alapjában véve mind a törökök, mind a keresztények jelentős veszteségeket szenvedtek el. Viszont meglehetősen eltérő helyzetek alakultak ki, melyek egészen más eredményeket hoztak.
Montecuccoli erőinek vesztesége a hétórás csata után kb. 2 és 6 ezer fő között állt. Létszámát figyelembe véve ez jelentős volt – a sereg negyedét tette ki –, s a veszteség nem csupán halottakból, hanem elég sok szökevényből is állt.
A törökök jókora veszteségekkel számolhattak. Mintegy 16 és 22 ezer fő közöttire tehető. Ebből úgy 5-6000 janicsár és 2000 szpáhi. Elesett továbbá a sereg főlovásza, akit a nagyvezír sátrában talált el ágyúgolyó, valamint Izmail pasa, a szultán sógora, velük együtt öt pasa és harminc aga. A legendák szerint a folyó egyik holtágában annyi török holttest feküdt, hogy eltorlaszolta a folyót és a víz is vörös lett a sok vértől. Azóta ezt a helyet Holt-Rábának hívják.
A törökök a csatatéren gazdag zsákmányt hagytak hátra: vagy negyven zászló és tizenöt ágyú jutott a keresztények kezére. A halottakat a környék szlovén, magyar és német jobbágyaival sietve el kellett temetni, mert a forró napon könnyen oszlásnak indultak a tetemek.

## Következmények

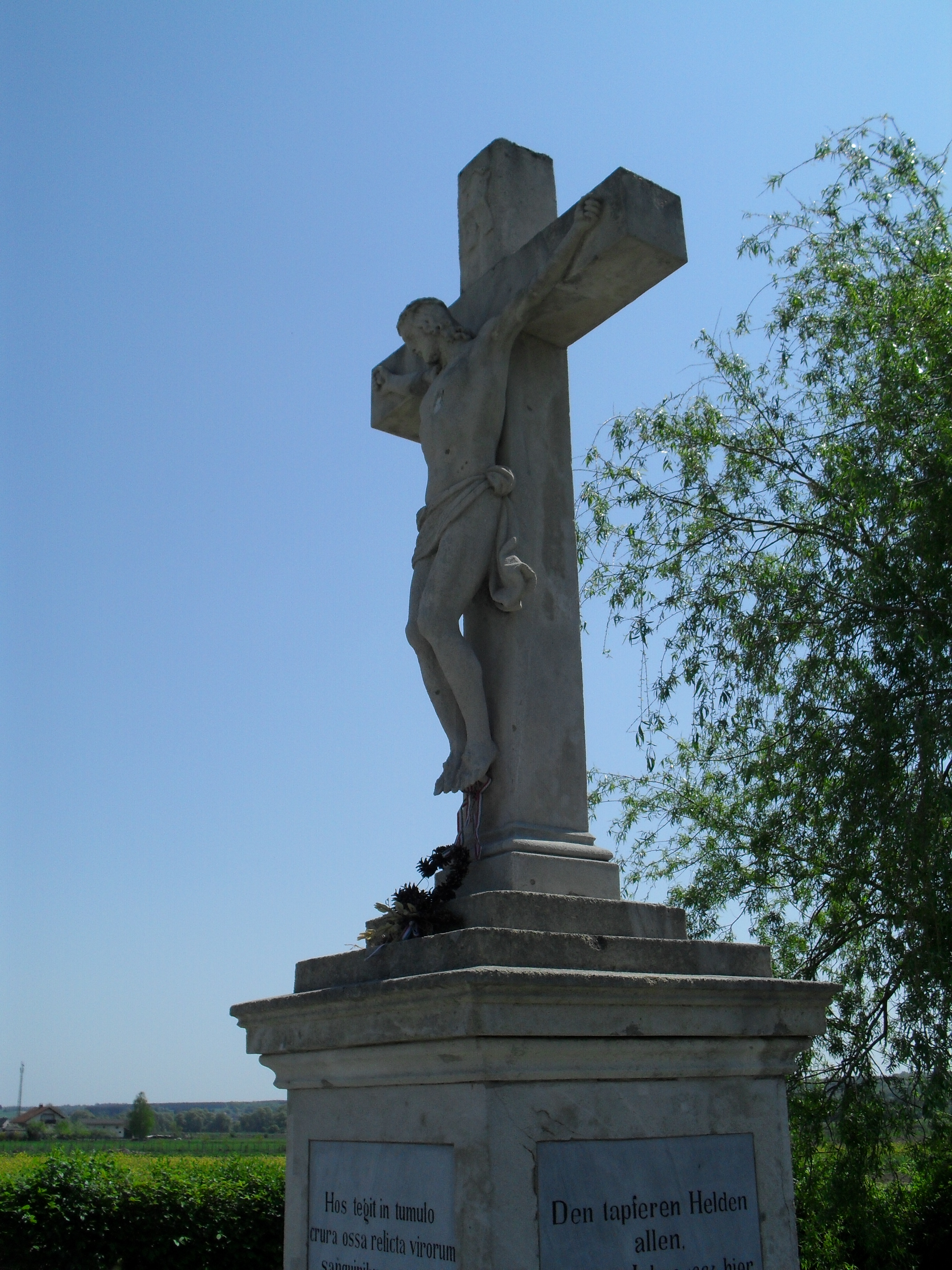
A csata keresztény hőseinek emlékműve a Nagyfalva nyugati határában álló Fehér Kőkereszt. 1840-ben állíttatta Küzmits Dániel szentgotthárdi perjel.

A török seregen úrrá lett az elkeseredettség és a félelem. Ugyanez sújtotta a nagyvezírt, aki jól tudta, ha elrendeli a visszavonulást, akkor az további szerencsétlenségeket fog eredményezni. Ezért egy napig a helyszínen maradt seregével, remélve, hogy addigra talán megnyugszanak a katonák.
Mivel a híd összeomlott, a keresztény hadnak nem volt lehetősége az átkelésre, hogy üldözhesse a törököt. Harci morálja megmaradt, nem volt demoralizációnak semmi jele, de nem volt megfelelő anyaga és eszközei új híd építésére, továbbá sok időt vett el volna az átkelés előkészítése is. A csata ugyanis délután hat órakor véget ért és már csak pár óra maradt sötétedésig, sőt a Rába is nagyon megduzzadt, ami annyi török halálát jelentette. Az óriási feladattal Montecuccoli semmiképp sem tudott volna megbirkózni, még ha seregében minden a legnagyobb rendben ment volna.
Augusztus 5-ére a törökök rendezték soraik egy részét és még egy kisebb támadást vezettek, hogy talán sikerül elfoglalni a szentgotthárdi Rába-átjárót. Montecuccoli visszarendelte Körmendről Esterházyt és Nádasdyt, akiket megerősített egy horvát ezreddel és egy német dragonyosezreddel, megbízva őket a folyó ellenőrzésével. A törökök mutatkoztak Csörötneknél és Csákánynál, de lényegében csak szórványos harcok zajlottak Szentgotthárd környékén. Ennek végeztével Nádasdyék Körmendre vonultak.
Montecuccoli Kőszeg és Sopron felé vette az irányt, addig Köprülü keletnek indult, Veszprém és Sümeg ellen intézett sikertelen akciókat, majd Székesfehérváron át Budára vonult vissza, oda ahonnét 1663-ban indította el a háborút.

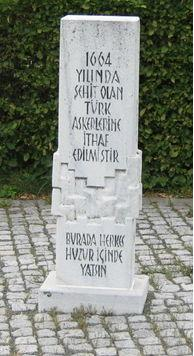
A csatában elesett török vitézek emlékműve török nyelvű felirattal.

### A béke megkötése
A győzelmet egész Európában nagy lelkesedéssel fogadták és sokan Zrínyi Miklósnak tulajdonították. Montecuccolit mint a „kereszténység megmentőjét” ünnepelték. A francia király a győzelem hallatán ígéretet tett arra, hogy katonái folytatják a törökök elleni harcot, így remény látszott az elfoglalt területek visszaszerzésére, s többek közt akár a Dél-Dunántúl felszabadítására. A győzelem bizonyította a nehézségek ellenére, hogy a nemzetközi koalíció erő- és erkölcsi fölényben van.
Montecuccoli további hadműveletek előkészítését tette meg. A magyarországi rendek a Rajnai Szövetséggel szövetkeztek, mely köztudottan francia-barát volt. A franciákat – akik sikerrel indították a háborút –, féltékenyen figyelték a Habsburgok, ezért az Udvari Titkos Tanács Simon von Reniger császári megbízottat küldte a nagyvezírrel való béketárgyalásra, amely Vasváron zajlott.
Köprülü a tárgyaláson elérte, hogy Zrínyiújvár soha többé nem épüljön fel romjaiból. Az udvar mihamarabb békét akart kötni, ezért beleegyezett abba, hogy az Oszmán Birodalom 1660 és 1664 közti hódításait megtarthassa. E között volt Várad és Érsekújvár is. A döntő vereséget szenvedett törökök számára a háború tehát kedvezően zárult. IV. Mehmed figyelme ezúttal újra a kandiai háború felé fordult, amit 1669-ben győzelemmel fejeztek be és a Velencei Köztársaság csillaga ezzel a vereséggel leáldozott.

### A béke visszhangja
A békét szeptember 27-én hozták nyilvánosságra. Montecuccoli éppen haditanácsot tartott, amikor értesült róla. Egész Európáben megütközést keltett, hogy ilyen kedvezőtlen békefeltételekbe a Habsburg Birodalom ilyen könnyen belement. Bebizonyosodott, hogy a Habsburgok fontosabbnak tartják a nyugat-európai ügyeket, ahol csak elszórt birtokaik fekszenek, mert veszélyesebbnek ítélik a távolabb levő Bourbon Franciaországot, figyelmen kívül hagyva birodalmuk törzséhez tartozó országokat, amelyeknek közvetlen közelében (és székhelyük, Bécs közelében is!) ott áll a török. Az Udvar megpróbálta mentegetni magát azzal, hogy a békét „keservesen” és „szomorúan” kötötte meg. A Habsburgok, bár török elleni háborúk után nem engedték ki területükből Magyarországot, mert a Német-római Császárságot 1648-ban elvesztették, de a felismerés, hogy a közvetlen közép-európai részek megtartása fontosabb a távol eső, nem egységes területen elszórtan fekvő nyugati és déli birtokoknál, az csak Mária Terézia uralkodása idején született.
A békekötés elkeseredéssel töltötte el a török uralom alatt levő országokat is, akik a győzelemben reményeiket látták feléledni. A franciák egyenesen szégyenteljesnek kiáltották ki, s visszatetszést váltott ki ez számos német rendben is, hiszen komoly véráldozatokkal vívták ki a szentgotthárdi győzelmet. Magyarországon óriási tiltakozási hullám söpört végig, törvénytelennek és teljességgel helytelennek ítélték a vasvári békét.

### Zrínyi szembefordulása a Habsburgokkal
Zrínyi arra jutott, hogy Magyarországot nemcsak a töröktől, hanem a Habsburgoktól is meg kell szabadítani. Olyan elképzelése támadt, hogy a szomszédos országokkal való konföderációval lehetne mindezt megoldani. Zrínyi Habsburg-ellenes szervezkedésbe fogott. Az Udvari Haditanács és a Titkos Tanács is jól látta mennyire forrongó a helyzet Magyarországon és Horvátországban is. Joggal tartottak attól, hogy Zrínyi felkelést robbant ki a Habsburg uralkodó ellen.
Zrínyi Miklós november 18-án a kursaneczi erdőben (Csáktornya mellett) meghalt rejtélyes körülmények között, tervének folytatására nem volt utód pillanatnyilag, de az udvar további passzivitása hozzájárult a főnemesi berkekben hamarosan megszerveződő Wesselényi-összeesküvés kibontakozásához.
A szervezkedés rendkívül szűkkörű volt, az Udvar tudott róla, s nem sikerült az összes hatalmas főnemest megnyerni hozzá. Zrínyi Péter, Miklós testvére állt a szervezkedés élére, de elhamarkodottan meghirdette a felkelést. Az elárult szervezkedést az Udvar leleplezte.

## Csaták Szentgotthárd vidékén
Szentgotthárd mellett a Rákóczi-szabadságharc folyamán még kétszer vívtak csatát (1704, 1705), s mindkettő a kurucok győzelmét hozta. E kettő közül az 1705. december 13-án vívott szentgotthárdi ütközet emelkedik ki. Nagyfalva alatt, ugyanott, ahol korábban a törököket, most a császáriakat verte le Vak Bottyán. Ezzel a ún. „dunántúli hadjárat” teljes kuruc győzelemmel zárult.

## A csata értékelése és emlékezete
A szégyenletes befejezés ellenére nem hanyagolható el a csata militáris jelentősége európai szempontból. Már a korábbi események is bebizonyították, hogy a félelmetes török hadsereg se legyőzhetetlen, de Szentgotthárd egyik előhírnöke volt a katonai bukásnak. A korábbi ún. „marxista hadtörténetírás” rendkívüli mértékben háttérbe szorította a szentgotthárdi csatát, s napjainkban is sokan elhanyagolják az eseményt. Példának okáért a Weiszhár testvérek Csaták kislexikona c. könyve – amely a magyarországi és a világtörténelem nagy nyílt csatáival foglalkozik –, említést se tesz róla. De a település és vidéke vitathatatlanul beírta magát ezzel a világtörténelembe.

### A csata hadászati szempontból
A Rába folyó stratégiai szerepét mindkét fél felismerte. Montecuccoli megelőzte a nagyvezírt a folyónál, de ez főleg szerencséjének köszönhető, hisz a török hadsereg élelmezési gondjai miatt haladt lassan. A csata megnyeréséhez jócskán hozzájárultak a török taktikai hibái – főképp az, hogy az átkelést egy hídon próbálták meg, és annak pusztulása jelentős veszteségeket okozott. A keresztények sikerében közrejátszottak olyan hibák is, amelyek egy részére máig sincs magyarázat. R. Várkonyi Ágnes szerint a szentgotthárdi diadalt előkészítette Zrínyi téli hadjárata és hozzájárult Zrínyiújvár kitartása, ami egy teljes hónapig késleltette a nagyvezírt. Segítették a zsarnócai (május 16.) és szentbenedeki (július 19.) győzelmek, az Alsó-Magyarországon a török ellen vezetett, az ellenség erőit megtizedelő hadjáratok. Apafi is visszatartotta az erdélyi sereget, ami egyáltalán nem vett részt a nagyvezír 1664. évi hadjárataiban, így a szentgotthárdi csatában sem. A magyarok tehát, ha csak közvetve is, de részesei voltak a győzelemnek.
A Rába védelmi vonala ettől kezdve kulcsszerepet vállalt a délről jövő támadások megállításában. A törökök 1683-as támadása azonban végül átszakította, és az teljesen összeomlott.

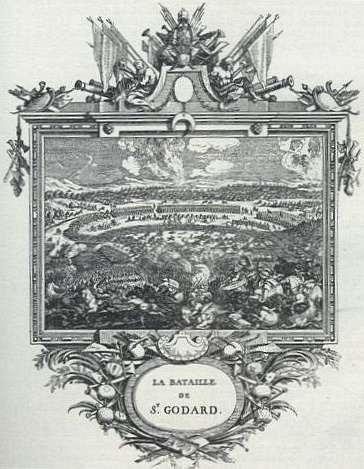
A szentgotthárdi csata egy ismeretlen francia festő képén. (Magyarország vármegyéi, városai: Vasvármegye, 1898.)

Magyarország 1526 és 1682 közötti törökellenes harcainak ez egy jelentős epizódja, hisz harmadik alkalommal vívtak nyílt csatát a török főhaderővel. A mohácsi vésznél a törökök menetből megsemmisítették a magyar sereget. Kerek hetven évvel később, a mezőkeresztesi ütközetben hajszálon múlt, hogy nem győzték le a szultán hadát. A szentgotthárdi csata és az előző kettő lényegi különbsége az, hogy itt a török főhaderőt nem a szultán vezette.
A török elleni háborúk ezen periódusában mindössze ezt a három nagy nyílt csatát vívták. 1683-ig a háborúkban a várharcok domináltak, és közülük a legkimagaslóbb Eger ostroma volt. A szentgotthárdi csata jelezte, miként alakul a következő, hosszú időszak török harcászata egészen a török hadsereg korszerűsítéséig.
A törökök fegyvernemi munkamegosztása ebben a csatában hatástalan maradt. A török gyalogság hiába tüzelt, a közelharcban végképp alulmaradt azzal a nyugati haderővel szemben, amelyben a lovasságot, a gyalogságot és tüzérséget nem egy-egy nagy osztályba tagolták, hanem egymáson belül is több, különböző fegyverzetű csoportba osztották, hogy a különböző helyzetekben eltérően használhassák fel őket. A Rába-hurokban nem volt hely a török lovasság átütő rohamához, a gyalogosok közül pedig még a képzett janicsárok sem tudták teljesen megoldani feladataikat – egyrészt, mert csak muskétájuk és kardjuk volt, másrészt, mert a környezeti viszonyok őket is akadályozták abban, hogy megfelelő védekező alakzatba rendeződhessenek. A kard csak a párviadalos közelharcban lehetett hatékony, és az ilyen harcban nemcsak a janicsárok voltak igen jók, de olykor az irreguláris egységek is megállták a helyüket. A pikás gyalogosok előremeredő lándzsaerdejével szemben viszont nem tudták az effajta közelharcot kierőszakolni, kardjaikkal és muskétáikkal ezt a támadást nem tudták elhárítani. A csata utolsó és egyben döntő harmadában nem tudtak számukra kedvező harci helyzetbe kerülni. A pánikba esett törökök több kárt tettek egymásban, mint az ellenség.
Ezek mindössze előjelei voltak az eljövendő sorozatos nagy fiaskóknak (Kahlenberg (1683), Nagyharsány (1687), Zenta (1697)), mert itt a török haderő nem semmisült meg.

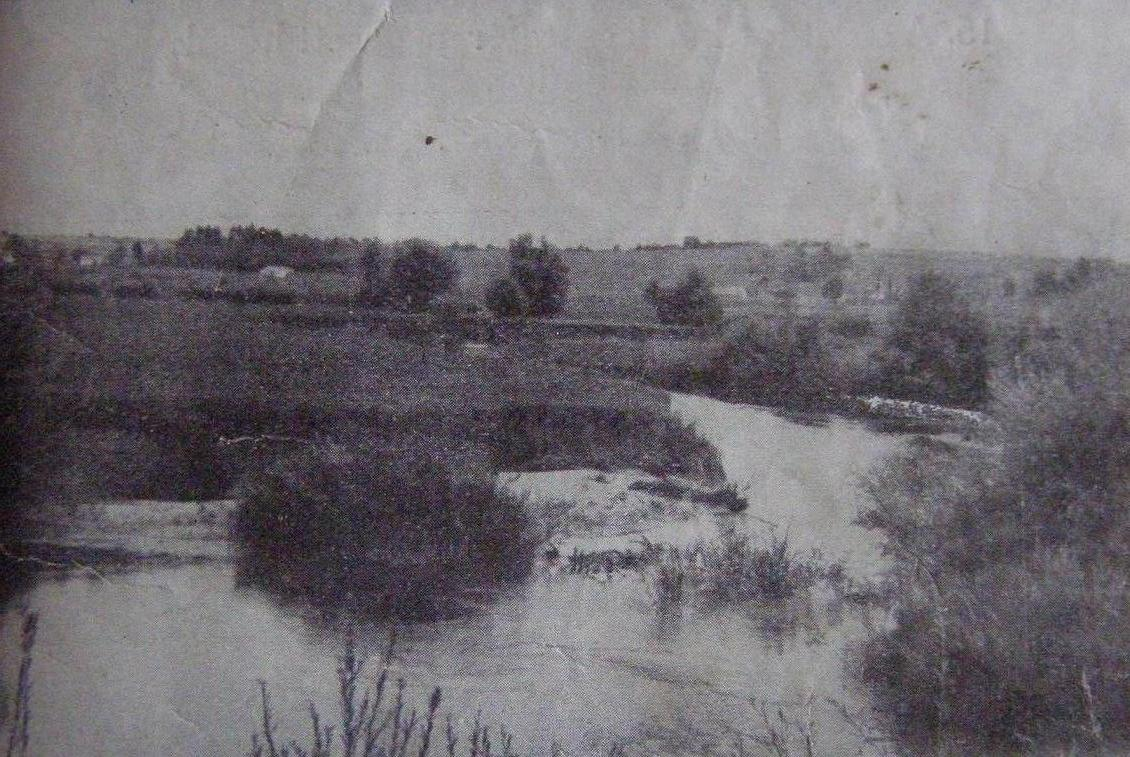
A Holt-Rába Gótzy Mihály felvételén.

Az 1683-tól 1699-ig tartó nagy felszabadító háború gyökeres változásokat hozott: a nagy, nyílt csaták a keresztény hadak fényes győzelmeit hozták. Az európai hadsereg technikája 1664 után sokat fejlődött: lőfegyvereik javultak, és ezzel csökkent a pikák jelentősége – amihez a szurony használatának terjedése is hozzájárult. Átalakult a várvívások technikája is. Eközben a törökök megtartották komplex, hibrid felépítésű seregüket, és továbbra is a heves lovassági rohamokban bíztak, a nyugati hadak azonban új tűzfegyvereikkel már sokkal több kárt tettek a lovasokban. Ez a 18. században teljesedett ki, amikor a teljesen puskásokból álló gyalogság képessé vált arra, hogy gyors, pontos tüzével megsemmisítse a török lovasságot.

### A csata emléke
Bár a vasvári béke árnyékot vet a szentgotthárdi győzelemre, de a várost leginkább erről az eseményről ismerik Magyarországon. A vidéken híven őrzik a neves csata emlékét. Minden évben,augusztus 1-jén megrendezésre kerül az ún. „szentgotthárdi csatafutás”, amely a marathoni futás mintájára született. A mezőny a városból indul a csatamezőre 1664 m-es távon. A futásban minden korosztály részt vehet. Rengeteg a külföldi résztvevő is, már svédek és horvátok is beneveztek és értek el nagyszerű eredményeket.
Nagyfalva fölött levő Schlösslbergben egy 15 méter magas kőkeresztet emeltek a csata emlékére 1964-ben. Ennek helyén a 13. században épült egy templom Szent Márton tiszteletére, amit a 17. században Nagyfalva plébániatemplomaként említenek. A kegyhely a csata pusztításainak áldozata lett, helyén az ütközet emlékkápolnája áll. 1775-ben Nagyfalván egy új plébániatemplom épült, amelyet Szent Józsefről neveztek el. 1912-ben a templombelsőben található diadalívre Josef Rösch a csatát ábrázoló falfestményt festett fel, amelyen egy lovas címeres magyar zászlót tart a kezében.
1670-ben a csata után hat évvel épült a falu déli felén a Szent Anna-kápolna, melyet a csatában elesett Karl Trautmannsdorf nevű német gróf felesége alapított. A kápolnában található oltár képén Szent Anna látható, amint Máriát tanítja, s később egy török pasa síremlékét helyezték el itt, amit a 19. századtól, minden évben, a csata évfordulóján egy török küldöttség meglátogat és koszorút helyez el. A kápolna ma is búcsújáróhely.
Majdnem kétszáz évvel az események után, 1840-ben egy Fehér-Keresztet is emeltek a hajdani tömegsírok fölé, aminek talpazatán három nyelvű, francia, latin és magyar felirat van, igaz mindhárom különbözőképpen szól.

| Magyar | Latin | Francia |
| --- | --- | --- |
| Itt nyugvok porai ama gyöztlen hösi fiaknak Kik eme környéket vérökkel megnemesítték A hit fejedelem s honért harcolván az durva törökkel Az hont jármától megszabadítták 1664. | Hos tegit in tumulo crura ossa relicta virorum sanguinibus campum hunc qui decorare suis dum pro Rege, Fide et Patria pugnantes et armis Lunae prostratis oppetiere necem 1664. Requiescant in pace. | A tous les héros succombés ici en 1664 á la force des Turcs en se battant courageusement pour Dieu l'Empereur et la Patrie |

A keresztet az akkori szentgotthárdi perjel, a szlovén származású Küzmits Dániel állíttatta. A nagykereszt közelében pihenő-, a gyerekeknek pedig játszóhely is van. Továbbá egy múzeum, ahol nem kérnek belépti díjat, az ott felállított becsületkasszába önként lehet pénzt elhelyezni.
A csata valószínűleg a magyarországi (és muravidéki) szlovénség leghíresebb történelmi eseménye. A csatát 1771-ben Novák Dávid, aki a Pozsonyi Evangélikus Líceum egyik diákja vend nyelvű versében a Versus Vandalici-ben is felemlegeti, amely azt bizonyítja, hogy meghatározó lehetett a szlovének között is az ütközet. Novák egyébként Sümegen született, a szülei a protestánsüldözések miatt menekültek oda.
Maga a csatatér a világon egyedül álló módon érintetlen maradt, így az ütközet ma is ugyanígy eljátszható lenne.

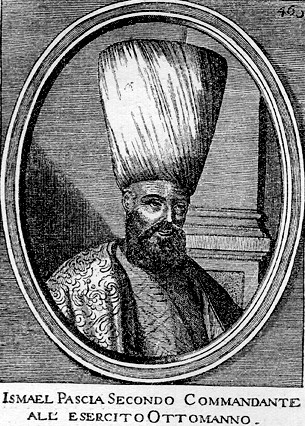
A csatában meghalt Izmail pasa képmása egy 17. századi olasz kőrajzon.

Ismert még, hogy Rainer Maria Rilke egyik őse zászlótartó volt a császári seregben és részt vett a szentgotthárdi csatában is, ahol halálát lelte.

#### A csatát övező legendák a vidéken
Egy-egy ilyen neves történelmi esemény körül, mint általában, később legendák születtek. A Szentgotthárd vidéki községben számos helyen találunk ilyeneket. A legismertebbek a törökök által elrejtett kincsekről szólók, melyek Magyarország egész területén elterjedtek. A vendvidéki községekben, mint Kétvölgyön és Felsőszölnökön, valamint Szentgotthárdon túl Csörötneken és több más környező faluban is vannak efféle legendák. Néhány különleges, a többi szokványostól eltérő mese nagyon egyedi motívumokat tartalmaz.
Egy felsőszölnöki monda szerint a csatából menekülő törökök a Kakasdombban ástak el kincset, amely a faluban található. Ettől a dombtól nem messze volt a török sereg arcvonala, s közvetlenül itt állt a tábora is.
Egy másik ugyancsak érdekes történet Csörötneken van, ahová a legenda szerint egy török basa egy vadkörte fa alá ásott el egy nagy láda kincset. A láda hét méter mélyen feküdt és a súlya 70 kiló volt. Ezt megpróbálta kiásni néhány falusi. No igen ám, de ennek különleges szabályai vannak: újholdkor a fa alatt egy ifjú kakast le kell vágni, s annak a vérét kicsepegtetni, majd el kell kezdeni az ásást. De ami a legfontosabb, hogy azt végig szótlanul kell csinálni. Egész addig tilos kinyitnia az embernek a száját, amíg a faluba nem érnek a kinccsel. A férfiak sokáig dolgoztak szótlanul, aztán kiásták a ládát, feltették a szekerükre és elindultak haza. Nem messze a falutól találkoztak egyik szomszédjukkal, aki köszönt nekik. Nem mehettek el szó nélkül, így hát ők is visszaköszöntek. Erre a kincs fogta magát, leesett a szekérről és visszagurult eredeti helyére. A föld is visszatemette és még most is ott van. Azóta senki nem próbálta meg kiásni.
Megint egy másik különleges monda az egykori Permisén van. Ott található egy Törnjek nevű kicsiny völgy, amelyet mára benőtt az erdő, korábban nagy kiterjedésű, erdőkkel határolt vizenyős kaszáló volt a helyén. Itt egy forrás folyik, amelynek közelébe a török sereg vezére, a császár (más verzió szerint egy basa) ásott el egy aranyborjút, vagy bikát. A történetnek közeli valóságalapja van, mert a Törnjek neve összefüggésben áll a vend „törki” (török) szóval, mely kétségtelenül bizonyítja, hogy az a völgy, sőt talán az egész Permise az oszmán-török sereg táborának közvetlen területéhez tartozott. Magyarország más tájain is a dűlők, dombok, sőt települések nevei, melyekben benne vannak a török szavak mind utalnak török erődítésekre, vagy táborokra. A Törnjek forrása állítólag még a legnagyobb aszály idején is bőven ontotta a vizet, míg a többi víz a környéken szinte csontig kiszáradt. Egyébként a Törnjekben él egy természeti ritkaság a fekete harkály, mely madár a Vendvidéken alig fordul elő. Ezenkívül a törökök között élő zsidóknak megkülönböztetésül egy olyan nyakláncot kellett hordaniuk, amelynek a végén egy kis aranyborjú csüngött, azt azonban egyelőre nem tudni, mennyire lehet köze ennek a permisei aranyborjú legandájához.

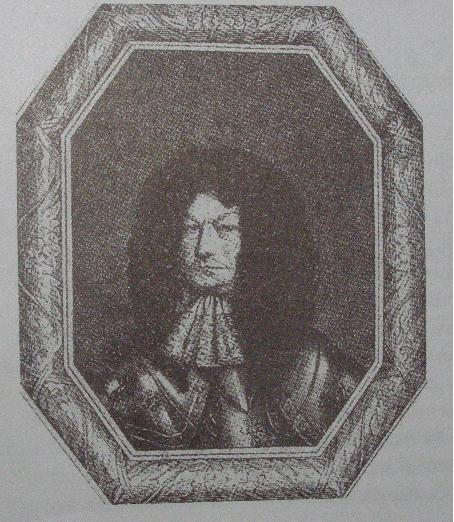
Montecuccoli portréja az 1898-as kiadású Vasvármegye c. könyvben.

Az egyik felsőszölnöki legendában is szó esik egy konkrétan megnevezett kincsről, egy aranybölcsőről, amit Labritz Ferenc  szölnöki lakos mondott el 1974-ben. A történet szerint a török sereget vezető császár megfogadta, hogy a mariazelli kegyhelyet elfoglalja. A vele szemben álló Radetzky, aki a magyar sereget vezette, Nagyfalvánál be akarta csapni a törököket, ezért két részre osztotta seregét. Az egyikkel tüzeket rakatott egy dombon, amelyek körül a katonák körbe-körbe jártak nagy sürgölődést színlelve, a nagyobbik résszel támadást tervezett. Radetzky földbe szúrt kardjára tette csákóját, s előtte térdelve imádkozott Istenhez: „Segíts meg minket Istenem, de ha már saját gyermekeidnek nem akarsz segíteni, akkor a török kutyának se segíts! Isten nevében!”. A törökök a tűz felől várták a támadást, de a magyarok másik irányból rohantak rájuk. A csata során egy agyúgolyó eltalálta a császár sátrát, kioltva a császár életét, mire a törökök megrémültek és fejvesztve menekülni kezdtek. A menekülés során a török császárné a Begynec-kútba hajította be az aranybölcsőt, amely a két Szölnök között van.

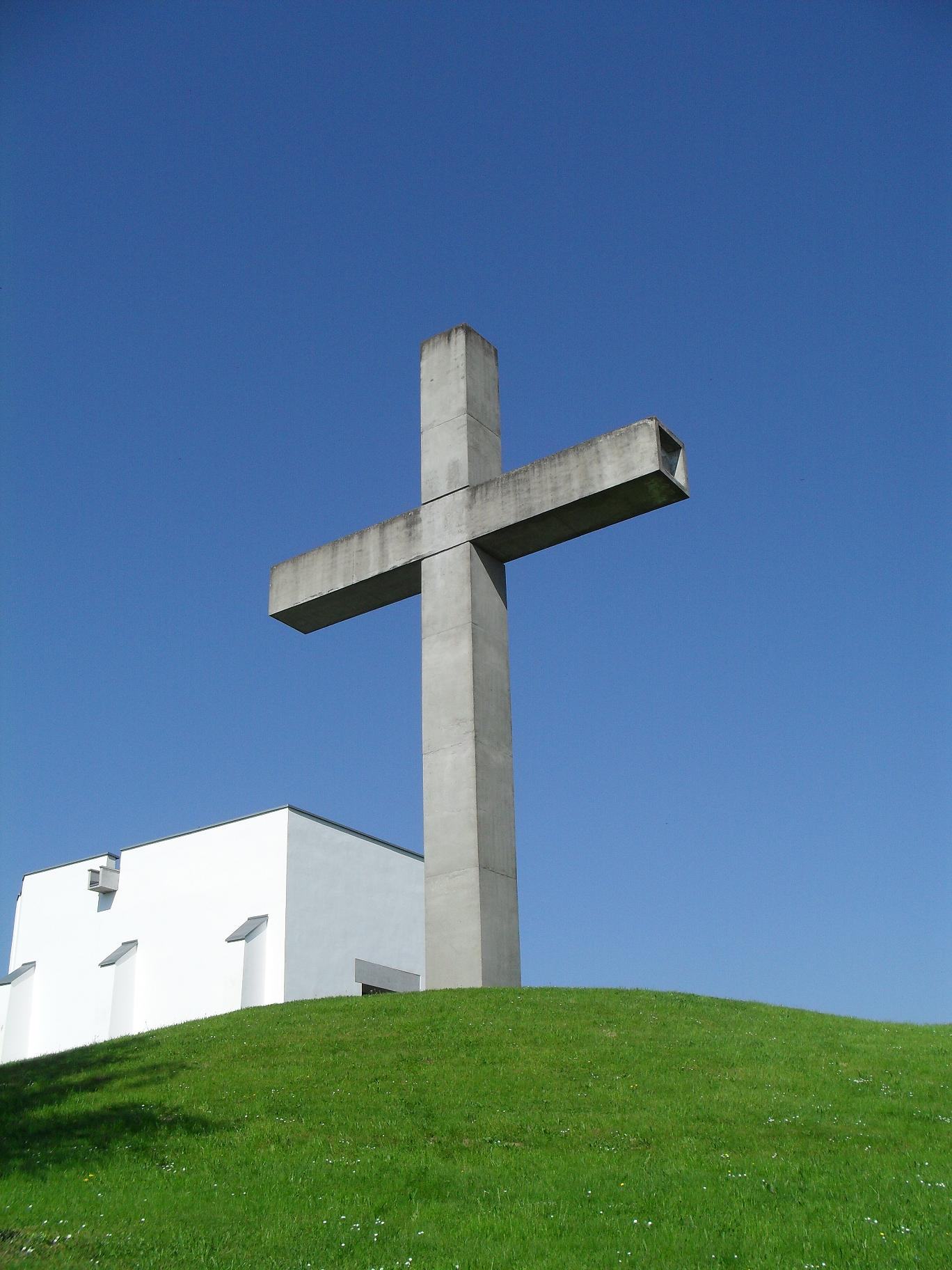
A Schlösslbergben 1964-ben emelt 15 méter magas kőkereszt. Montecuccoli nagyjából ezen a helyen állhatott és innen irányította csapatait. A keresztet több km-es távolságból is látni lehet. A keresztet Ottokar Uhl tervezte.

Egy másik, szintén Felsőszölnökön keletkezett történet hasonlóan adja elő, de a császár halálát fordítottan beszéli el. A császár ugyanis Nagyfalván ebédelt sült kakast, s kereken kijelentette, hogy addig fel nem adja ezt a helyet, amíg a sült kakas el nem kezd kukorékolni! És csodák-csodájára megszólalt a tányéron a fej nélküli kakas! Ekkor egy ágyúgolyó odasújtott és a császár halott volt.
Ez a két szölnöki történet jóval később keletkezhetett. Joseph Wenzel Radetzky mint ismeretes 19. századi Habsburg tábornok, aki az 1848-as itáliai forradalmakat verte le és több mint száz évvel a szentgotthárdi csata után született Csehországban. A csatát nem a magyarok nyerték meg, s a császár sem volt jelen a harcban, valamint a sereg vezére, Köprülü nagyvezír sem halt meg. De a legendáknak vannak valós elemei pl. a nagyvezír sátrában találta el  egy ágyúgolyó a főlovászát, valamint a szultán (császár) sógora, Izmail pasa ekkor esett el.
Más török korhoz kapcsolódó legendákban is szép számmal vannak az ellenség megtévesztéséről, a túlerőről, a császár haláláról és az ellenkező irányból való támadásról szóló motívumok. A vezér imájának irodalmi párhuzama is van, mivel a Szigeti veszedelem c. eposzban a várvédő Zrínyi Miklós is imádkozik Istenhez. A történetben szereplő Mariazell híres búcsújáróhely Stájerországban, ahová a szlovénok Magyarországról nagy számban zarándokolnak el még ma is. A török végső szándéka a kereszténység meggyalázása és teljes elpusztítása, mind általános motívumok ilyen történetekben, legendákban, vagy akár az irodalmi művekben is, elsősorban a romantikus alkotásokban. De az aranybölcső, s az aranyborjú másutt nem fordul elő Magyarországon.
Az egyik alsószölnöki történetben pedig maguk a falusiak játszották ki a török császárt. Mariazellbe, amely akkoriban is híres búcsújáróhely volt, tömegével zarándokoltak az emberek. A kegyhelyről a török császár is hallott, s elhatározta, hogy megszerzi a kincseit. Kevélyen kijelentette, hogy pontosan délben abban a templomban fog ebédelni. Ezt meghallották a szölnökiek és elhatározták, hogy keresztülhúzzák a törökök tervét. Kiválasztottak néhány legényt, kiknek gyors volt a járása, s azok elvitték a hírt a falvakba, hogy dél előtt egy órával húzzák meg a harangokat. A császár mikor meghallotta, hogy harangoznak, azt hitte dél van, pedig csak tizenegy óra volt, így hát lekéste az ebédet.
A szintén Alsószölnökről való Kutas János is megőrzött egy egyedülálló legendát. E szerint a csata után, ahol az oszmán császárt is megölték, az özvegye – akinek magyar vér csörgedezett az ereiben, s Alsószölnökről való volt – kérte, hogy költségén emeltessenek egy templomot, azon a helyen, ahol férje meghalt. A templom ellenben nem ott épült fel, hanem Szentgotthárdon, aminek híre eljutott a császárné fülébe is és elhatározta, hogy szörnyű bosszút áll ezért. Készíttetett két hatalmas gyertyát, aminek belsejébe puskaport töltetett. Azokat elküldte a templomavatásra, de a küldöncök elárulták az embereknek mi van a gyertya belsejében, s így megmenekült a templom. Ennek másik verziója úgy szól, hogy a templom felépítése után kapták a két hatalmas gyertyát, de senki sem tudta kitől jött. Mivel túlságosan nagy volt, a bejárat meg elég kicsi, elhatározták, hogy ketté fűrészelik és úgy viszik be. Hanem amikor kettévágták, akkor puskaporra bukkantak benne. Ki volt egyáltalán az adományozó? Török? Német? Esetleg egy községgel ellenséges viszonyban álló magyar úr? Nem tudni.
A Rába környékén hosszú időn át találtak, feltehetőleg a csata idejéből származó tárgyakat, elsősorban fegyver maradványokat. A magyarországi szlovének egyik nagy tudósa és írója, Kossics József, aki Alsószölnökön volt 1816-tól tizenhárom éven keresztül plébános, feljegyzéseiben is említést tesz erről: „Több ízben ásnak ki itten a földből valami régiséget, és 1664-ben történt török ütközetre emlékeztető hadi eszközöket. (Ezeket a nemzeti múzeumba be kellene adni)”
Az egyik Szentgotthárdhoz közeli falunak, Gasztonynak a római katolikus templomában is őriznek török kori emlékeket. Ezek egy sírkő és egy falba épített tábla, mindkettőn arab betűkkel, oszmán-török nyelven vannak feliratok. Valamint megtalálható még egy úgyszintén török korból származó oszlop, ami a keresztelő medencét tartja. A legenda szerint a sírkő egy török katonatiszté, aki a szentgotthárdi csata után itt telepedett le. Nem tért át keresztény hitre, megtartotta a maga vallását és így halt meg. Valójában ezek a tárgyak a csata után több mint százhúsz évvel kerültek Gasztonyba. A falu egykori birtokosa Rákosi Boros József a császári hadak élelmezési biztosa volt és az 1788–90-es török elleni háború idején Szerbiában teljesített szolgálatot. A táblákat és az oszlopot Zimonyból hozta.

## A csatát leíró egyéb források

### Árvai Mihály dobrai tiszttartó Batthyány Borbálához írt levele (részlet)
„Szent Gotthárd táján, a török Rábán innéd Szölnökigh, a Német túl Gyanaffalváigh tiz egész napig táborozott. Rablójának vissza való térését várván, azonban a török Nagyfalu táján egy étszakán hidat csinált magának a Rábán, s ezen augusztus harmincz második napián reá is ment a Német táborra. De az ágyúk alat be romlot azon a híd és a Francia, s Kussanics hada megh futamtatta a pogányt. S bizonyosnak mondgyuk, hogy Francziában s Németben három Ezerigh, törökben penighlen tizenegy ezerigh veszet volna el.”

– Árvai Mihály levele a Magyar Országos Levéltárban.

### Szilágyi Sándor: A Magyar Nemzet Története
„A nagyvezér Zrinyi-Újvár alól a Rába vidékére indult. Montecuccoli nyomon követte s július 22-ikén Mura-Szombatnál újabb német, Coligny vezetése alatt pedig franczia csapatok érkeztek táborába. Onnan Körmenden át Szent-Gotthárdhoz nyomult… az élelmezésről nem történvén gondoskodás, a katonák a lakosságot dulták-rabolták, mely kétségbeesésében itt-ott fegyvert fogott ellenük. A császáriakat a Rába vize választotta el a töröktől… nagyvezér… hadai egy részét a Rába innenső partján helyezte el. Július 29-ikén Szent-Gotthárdnál a két sereg szemben állt egymással.
De csak augusztus 1-jén mérkőztek meg… Az egyesült keresztény sereg valami 30,000 harczosból állt… tüzérséggel, ágyúval egyedűl a császáriak voltak kellően ellátva… A törökök számát 130,000-re teszik… Montecuccoli főleg a két szárnyat erősítette meg, s a balszárnyra rendelte Coligny franczia hadát, melyben sok előkelő nemes úr, szolgált; mig a jobbszárnyon a császári katonaságot helyezte el. A két szárny közt a középen a birodalmi had állott.
A török támadás épen a leggyöngébb pont, a közép ellen irányult… s érzékeny veszteséggel szoríttatott vissza. A veszélyes pillanatban egyfelől Montecuccoli, másfelől Herman badeni őrgróf az ellenségre vetették magukat, s szerencsésen visszaverték. A török még két izben teljes erővel ujította meg a támadást, de mindig hasztalan. Eközben a tüzérség erősen lövöldözte a Rába túlpartján levő török lovasságot, mely megfutott, mire a csata sorsa eldőlt s a török teljes vereséget szenvedett. A pasák közül többen, még pedig a legjelesebbek, elestek s 14,000 török harczos vérzett el, vagy veszett a Rába hullámaiba; 40 zászló, 15 ágyú került a győztesek kezébe s noha tulajdonképeni üldözés nem történt, a katonák töméntelen zsákmányt ejtettek. Magyarok a császári táborban nagyobb számmal nem harczoltak, mert az egykorúak szerint a vezérek hamis practicája kizárta őket a maguk hazája oltalmából. De – mondották – mégis magyar adta a győzelmet: a Rába vize, mely többet emésztett meg az ellenségből, mint a fegyver. A Rába vizén kivül azonban Zrinyi neve is hozzájárult a diadalhoz. A törökök azt hitték, hogy Zrinyivel állanak szemben, mert eszükbe sem juthatott, hogy a nagy törökverőt épen a döntő pillanatban tétlenségre kényszeríti irigyeinek konoksága. A török megvolt győződve, hogy Zrinyi vezeti a harczot s ez a tudat ólomsúlylyal nehezedett reá a csata folyamán. Zrinyitől rettegett, előle futott meg s ő neki engedte át a csatatért.
A szent-gotthárdi győzelem a legfényesebb fegyvertények, a legnagyobb diadalok egyike, melyeket keresztény fegyverek a törökön arattak… A császári hadvezénylet és diplomatia azonban nem hasznosította igazi értékének megfelelően a szent-gotthárdi csatát. Montecuccoli nem üldözte a futó nagyvezért. Annál többet kérkedett győzelmével, mely Zrinyivel szemben ismét őt tette a hadjárat hősévé… időt engedett a nagyvezérnek, hogy kiheverje a csapást, mely egy pillanatra teljesen elkábította. Minthogy nem üldözték, Ahmed pasa hamar föleszmélt s hadait a Bakonyon át Fehérvárnak, onnan meg Esztergomnak vezette, miközben megtalálta az eszközöket, melyek kijuttatták a hinárból. Még Érsek-Újvárt is fölmentette, melyet időközben Souches felvidéki csapatai kezdtek vivni. Augusztus végén azonban a nagyvezér közeledtének hirére az ostrom abban maradt…
…az udvar soha sem akarta a háborút s mindent elkövetett, hogy a törökkel megegyezzék, a váratlan győzelmet csak alkalomnak használta, hogy régi szándékát immár valósítsa. A béke-tárgyalások tulajdonképen nem szüneteltek a háború egész folyamán. Mikor 1663-ban a nagyvezér Budáról Érsek-Újvár ellen ment, nem bocsátotta el Reninger császári követet. Ez állandóan a török táborban maradt s minthogy el volt látva a szükséges felhatalmazással, a nagyvezér ismételve tárgyalt vele, sőt időnként Lobkowitz herczeggel is váltott levelet a béke ügyében… Így tehát már augusztus 10-ikén Vasvárt megköté Reningerrel a békeszerződést, még pedig a területi viszonyokat illetőleg az uti possidetis, a tényleges birtokállomány alapján. Mindenki megtartotta azt, a mit az utolsó évek mozgalmaiban szerzett. Lipótra visszaszállt tehát a két vármegye, Szatmár és Szabolcs, ellenben a töröké maradt Lugos, Karánsebes, Jenő, Várad és Érsek-Újvár, melylyel szemben a király jogot nyert, hogy saját területe védelmére más várat építsen. Erdélyre nézve a szerződés kimondotta, hogy a fejedelemség régi állapotába helyeztessék vissza, vagyis a szultán főhatalma alatt maradjon, a császár ellenben kivonja őrségeit s Székelyhid erődítményei, noha már Apafy kezén voltak, lerontassanak. A szerződés végül intézkedett, hogy a két császár rendkivüli diszkövetséggel cserélje ki a végleg szentesített békeokmányt s ez alkalommal 200,000 forint értékű ajándékot küldjön egymásnak.”

– Szilágyi 

### Magyarország vármegyéi, városai: Vasvármegye c. 1898-as kiadású könyvben
„A következő év (1664.) tavaszán Küprili Amhát nagyvezér ismét betört Magyarországba… a nagyvezír Uj-Zerin várát vette ostrom alá. Montecuccoli… tétlenül nézte, miként veszi be a török Zrínyi Miklós büszke várát…
…a törökök… Csákány felé vonultak… Montecuccoli… a Sporck-féle lovas ezredet a horvátokkal és a Görtz-féle dragonyosokkal szintén útnak indította: ezek… gyors menetben Csákányhoz értek… a törökök… szemközt szintén tábort ütöttek…
A török… 29-én reggel csakhamar felkerekedett, ujabb harcmodorával részint az ellenfelet szándékozott kifárasztani, részint uj átjárót keresett… a császáriak… a Rába balpartján követték a törököket…
Sparr tábornagy a gyalogsággal… a szentgotthárdi várszerű kolostort szállotta meg, ahova Waldeck gróf… a tüzérséggel, birodalmi gyalogsággal és 14 uj franczia lovas századdal követte.
Délután (július 31-én) egy erdélyi nemes és egy velenczei, a töröktől megszökve, Montecuccoli táborában jelentkeztek és hírül hozták, hogy a nagyvezér… Bécs felé készül. Montecuccoli erre egész seregét összevonta… A császári sereg elérte a Lapincs folyót, az őrgrófsági ezredek a Rába és a Lapincs összefolyásánál… a lovasság Nagyfalvánál (Mogersdorf) foglalt állást. A falu alatt… a birodalmi had táborozott… a szent-gotthárdi malomnál álló francziákhoz még a piemonti gyalogezred és egy század lovas rendeltetett.
A török… Alsó-Szölnökig húzódott félkör alakjában… szemben a Rába kanyarulatánál sánczokat ásatott.
Montecuccoli… az úgynevezett spanyol felállítási elvet alkalmazta: mindenik főbb nemzetet külön szárnyra rendelte, hogy ezáltal minden nemzet önálló működési kört nyerve, a becsvágy, harczi vitézség minél fokozottabb mérvben működjék közre a győzelem kivívásánál.
A jobbszárnyon… a császári ezredek, középen a birodalmi had, balszárnyon a francziák, burgundiak és magyar dandárok állottak.
A nagyvezér… egy előcsapatot Stájerország felé küldött… hogy… oldalt támadjon… Montecuccoli… báró Sporck altábornagyot a horvát ezreddel és a dragonyosokkal… indította, sőt nehogy esetleg az ellenkező oldalról is hasonló támadásoknak legyen kitéve, Nádasdyt, Esterházy Pált és Batthyányt… Körmendre küldte.
Augusztus 1-jén… a törökök tevebőrből készült tömlőkön átusztattak a Rábán, reggel… törtek Nagyfalvára.
Hohenlohe a magaslaton… idejekorán észrevette, s gróf Waldeck vezérlete alatt a badeni őrgróf seregéből egy gyalog és egy lovasezredet a birodalmi sereghez rendelt. Montecuccoli pedig a Schmidt-féle lovas, a nassaui és Kilmansegg-gyalogezredet a Rába kanyarulatához vezényelte.
A törökök visszavonulást színleltek… mire a középen levő két frank ezred… meggondolatlanúl követi őket. Erre… nagy kiáltás közepette tört a török a birodalmi seregre… (Azok) elhányva fegyvereiket szanaszét szaladtak.
Montecuccoli… a szétszórt birodalmi sereg védelmére a jobb szárnyról segélycsapatokat küldött.
Montecuccoli… Machau marquis-t küldte Colignihez segítségül… von der Leiden báró és Waldeck gróf összeszedik… (a) birodalmi sereget és ezekkel a faluba befészkelt törököket akarják kiszorítani, de inkább bennégnek a házakban, semmint meg adják magukat… Franczia zászlóaljak végre… visszaűzik a törököket…
A délután egy óráig tartó küzdelemnek a hirtelen következő zivatar vetett véget…
…Montecuccoli azt kívánta, hogy… sánczolják el magukat. Hohenlohe ellene nyilatkozott, mondván… a Rába mint természetes sáncz nem volt képes őket megvédeni, miként fogja egy uj földhányás…- Coligni… szintén a csata felhagyása mellett nyilatkozott. Hohenlohe erre azt felelte, hogy ha… időt engednek a töröknek… fejünk a török abrakos tarisznyájában fog pihenni. Ez hatott és maga Coligni is hozzájárult a csata folytatásához…
A küzdelmet Hohenlohe nyitja meg… a francziák… a Rábához szorítják a törököket, a császári ezredek pediga jobb szárnyon törnek az ú. n. „Au”-ba (bokros, ingoványos földterület).
A törökök… két oldalról a folyó partjára szoríttatnak… két gázlón át igyekeztek a túlpartra jutni, azonban a megáradt folyó habjaiba vesznek. Küprili nagyvezér… éktelen haragra lobbanva, a menekülők ellen saját ágyuit irányítja… egyes merészebb franczia katonák már a túlpartra is átvonultak s az elnémult török ágyukat beszegezik vagy a vízbe dobják.
A török könnyü lovassága az ingoványos, iszapos talajban teljesen képtelen volt mozogni…
A csata esti 8 órára befejeztetett, a török sereg… a szent-gotthárdi kolostor és Kéthely felé vonult vissza.
A török sereg színe-java ott feküdt a harcztéren: öt pasa, közte Kaplan, Janicsár és Mehmet basák, 30 aga, 5-6000 janicsár és albán hullája fedte a csatatért. A török összes veszteségét… mintegy tízezerre tehetjük.
De a keresztény sereg vesztesége sem volt csekély. Az egykorú írók 3000 elesettről tesznek említést…”

– Vasvármegye könyv 1898

### Nagy képes világtörténet:Bethlen és a Rákócziak kora – A török háború megújulása, Szentgotthárdi csata
„A lengyel háború maga után voná a török és a császári seregek bevonulását Erdélybe és miután a töröknek sikerült Nagyvárad elfoglalása és Erdélynek behódoltatása, a háború a két nagyhatalom közt nem volt elkerülhető… Zrinyi Miklós már 1659 óta sürgeti a török elleni háborút; Nagyvárad bukása óta pedig elveszettnek tart minden perczet…
Ez egyszer nem a Duna jobb partján nyomult előre a török, hol Zrinyit találta volna szemben, hanem a balparton, Érsekújvár alá…
Az a politikai és irodalmi harcz, melyet Zrinyi Miklós horvát bán már évek óta folytatott Montecucculi vontatott, húzó-vonó háborúskodása ellen, most érte tetőpontját. Zrinyi csak a bátor, döntő csatától várt eredményt, nem a menetektől és táborozásoktól, melyek a törököt fel nem tartóztatják. De a császári vezér eljárását nemcsak vitairatai védik, hanem még inkább a hadseregek viszonyai. Seregében csak 12,000 volt a rendes katona s még ha csatlakozik is a magyar felkelő sereg és Zrinyi hada, még ha lehetséges is a bizalmas együttműködés – együtt alig teszik ki a török ármádiának harmad részét… Montecucculi… nem tehette koczkára a császárnak egyetlen kész seregét…
Ismét Bécs ostromát várták és a téli szállásra Belgrádba visszatérő nagyvezér meg is tett rá minden előkészületet. Keresztyén részen is belátták a veszély nagyságát és közös ügynek kezdték tekinteni Magyarország még hátralévő csekély részének megvédését…
Zrinyi Miklós… nagy portyázásra indult Zerinvárából, meg télviz idején (jan. 21. 1664.). Hogy a török visszajövetelét késleltesse, felégette az eszéki nagy hidat…
Kanizsa ostroma nem vitt eredményre. Maga a nagyvezér indult felmentésére és Zrinyi, minthogy a németek cserben hagyták és csatába nem bocsátkozhatott, kénytelen volt visszavonulni. Még nagyobb veszteség érte Zerinvár elvesztése által… Bárhogy unszolta Zrinyi, a gyülekező császári sereg nem indult a vár felmentésére…
…de most kitünt, hogy a császári hadvezér is megfelel kötelességének, ha elég erő áll rendelkezésére… Montecucculi azért nem indult Kanizsa ostromára és Zerinvár felmentésére, hogy bevárja a közelgő franczia és német csapatokat. A mint azok megérkeztek, a Rába felé indult, hogy megakadályozza a török seregnek a folyó völgyén felfelé Stajerországba rontását. Bár serege 50,000 harczost számlált, oly kevéssé remélték a diadalt… a Rába átjárójánál, Sz.-Gotthardnál foglalt erős állást. A török merészen támadott és zavarba hozta Montecucculi hadállásának zömét. Hanem a francziák parancs nélkül megtámadták az ellenséget és a magához térő hadvezér gyorsan félhold alakban állítá fel hadát, körülfogva a folyón immár átjött törököket. Ezek teljes vereséget szenvedtek, 6000 holtat és 40 zászlót hagytak a csatatéren. Császári sereg még nem nyert ily döntő csatát a török fölött magyar földön. Egész Európa örömmel és lelkesedéssel fogadta a diadal hirét.
…10 nappal a csata után hire terjedt a Vasváron megkötött békének (1664. augusztus 10). Annak határozatai inkább vallottak török, mint keresztyén győzelemre…”

– Nagy képes világtörténet

### Magyarország története, 1526–1686
„Köprülü Zrínyi-Újvár felrobbantása után Kanizsára húzódott vissza, majd miután csapatai elfoglaltak néhány kis várat (Zalaegerszeg, Kiskomárom, Egervár, Keméndvár), s a tatár portyázók felégették a környéket, a Rába déli partján vonult nyugatra, hogy Sopronon keresztül Bécs irányába törjön előre… a Rába túlpartján álló szövetségesek haderejével szemben kierőszakolta a döntő összecsapást. Szentgotthárd alatt, a Rába egyik kis gázlóján, ahol a folyó hurokszerű kanyarulatot ír le, július 31-én erős janicsárosztagok keltek át tüzérségi támogatással. Elűzték az őrséget, beásták magukat a parton, hidat építettek, és fedezték a további csapatátkelést. Augusztus 1-jén, péntek lévén, az iszlám törvényei tiltották a csatát, s így a Rába fölötti dombokat megszálló mintegy 120-130 ezer főnyi török sereg nem készült a harcra. Csakhogy néhány ezred a hídfőállásban levő janicsárokra ütött, erre a janicsárok agája veszélyben érezvén odaát levő katonáit, megtámadta a készületlen szövetséges haderő közepén álló német birodalmi ezredet, mely a kedvezőtlen terepen egy mély bevágásból kibontakozva fejlődött volna hadrendbe, s nem tudván védekezni, kitört a pánik. A jobbszárnyról azonban a császári csapatok azonban ellentámadást indítottak, s az ide-oda hullámzó harcban végül a balszárny, a Rajnai Szövetség német és francia csapatainak rohama hozott fordulatot. Ezután a szövetségesek hadereje két arcvonalban felállva megtámadta a hídfőállást. A zárt hadrendben, adott jelre egyszerre tüzelő, majd előre lépő s ismét tüzelő szövetséges sereg elsöpörte a törököt, s a menekülő janicsárok alatt a híd leszakadt. Mintegy 8-10 ezer harcos lelte halálát… A török sereg vesztesége a foglyokkal együtt 16 ezerre tehető.”

– Magyarország története